# Jahrbuch der Schiffahrt
Das Jahrbuch der Schiffahrt erschien als Buchreihe von 1961 bis 1990 mit Unterbrechung der Jahre 1987 und 1988 in der Herausgeberschaft des DDR-Ministeriums für Verkehrswesen, Hauptverwaltung der Schiffahrt. Die insgesamt 28 Bände verlegte der in Ost-Berlin gegründete transpress Verlag für Verkehrswesen Berlin. Die beiden letzten Jahresbände 1989 und 1990 vom selben Verlag trugen den Titel Magazin Trans. Schiffahrt.
Anliegen und Ziel wurden im Vorwort des ersten Jahresbandes so formuliert: „Das Jahrbuch der Schiffahrt macht seine Leser mit den Erfolgen beim Aufbau unserer Schiffahrt als eines Teiles des sozialistischen Verkehrswesens bekannt.… Eine weitere Aufgabe … soll es sein, unseren Freunden aus der Sowjetunion … und den anderen sozialistischen Ländern Gelegenheit zu geben, den an den Problemen der Schiffahrt interessierten Lesern der DDR über den schnellen Aufschwung der Schiffahrt in ihren Ländern und über ihre Erfahrungen und Arbeitsergebnisse zu berichten.“
Die Jahresbände etablierten sich als maritimes Standardwerk der DDR und verstanden sich als „Rundblick über die nationale und internationale Schiffahrt, Hafenwirtschaft, Fischerei und den Schiffbau.“ Die Bände enthalten durchschnittlich 160 Seiten auf Bilderdruckpapier im Format von 23,5 × 27,5 cm und war bis Jahrgang 1980 in Leinen gebunden sowie mit farbigem Schutzumschlag versehen. Jedes Jahrbuch umfasste etwa 20 aktuelle, illustrierte Beiträge, teilweise mit Farbaufnahmen, von in- und ausländischen Fachautoren, insbesondere aus sozialistischen Staaten. Unter den Autoren finden sich Vertreter aller maritimen Zweige der DDR-Volkswirtschaft, so Kombinats- und Werftdirektoren, Schiffbauingenieure, Ökonomen, Kapitäne, Schiffsingenieure, Schifffahrtsmediziner, Marineoffiziere, Lehrkräfte, aber auch Historiker und Museumsdirektoren. Mit der Wende und friedlichen Revolution in der DDR und der deutschen Wiedervereinigung wurde das Erscheinen eingestellt.

## Inhalt
Folgende Themenkreise fanden besondere Berücksichtigung:
- Entwicklungstendenzen der Weltseewirtschaft
- Gesundheitliche und kulturelle Betreuung an Bord
- Hafenstädte in aller Welt
- Hochsee-Fischerei und Meeresforschung
- Internationale Schifffahrtskonferenzen
- Maritime Berufsprofile
- Moderne Technologien im Schiffbau und der Seewirtschaft
- Nationale und internationale Fährschifffahrt
- Nationale und internationale Schiffstypen
- Schiffbau und Werften der DDR und des Auslandes
- Schiffe und Häfen in der Geschichte
- See- und Binnenschifffahrt national und international
- See- und Hafenwirtschaft der DDR und der sozialistischen Länder

Die auch seinerzeit international anerkannten Ausgaben des „Jahrbuches der Schiffahrt“ verkörpern ein relevantes Zeitdokument zur weiteren Erforschung der maritimen Geschichte der DDR.

## Bände
Abk.:
- o. V. = ohne Verfassernennung

### Jahrbuch der Schiffahrt, Jg. 1961
Berlin 1960, hrsg. von der Hauptverwaltung Schiffahrt im Ministerium für Verkehrswesen der DDR
| Autor                     | Inhalt | Anmerkg.           | Seiten  |
| ------------------------- | --- | ------------------ | ------- |
|                           | Inhaltsverzeichnis |                    | 6–7     |
| Erwin Kramer, NPT         | Minister für Verkehrswesen der DDR: Vorwort |                    | 8       |
| Manfred Schelzel.         | Entwicklungstendenzen der Weltschiffahrt | 5 Abb.             | 9–13    |
| Manfred Schelzel          | 5000 Jahre Schiffahrt | 7 Zeichn.          | 14–21   |
| Hermann Rieck             | Seeschiffahrt und Außenhandel der DDR | 13 Abb.            | 22–31   |
| Heino Weiprecht           | Staatssekretär im Ministerium für Verkehrswesen: Internationale Zusammenarbeit in der Schiffahrt | 6 Abb.             | 32–35   |
| Manfred Schelzel          | Westdeutsche Seehäfen im Gemeinsamen Markt der EWG | 5 Abb.             | 36–43   |
| Heinz Hess                | Zwei Wege der Binnenschiffahrt der Welt | 3 Abb.             | 44–48   |
| Ernst Kostial             | Die Binnenschiffahrt der DDR | 5 Abb.             | 49–53   |
| Karl-Heinz Schubert       | Unsere Binnenhäfen | 7 Abb.             | 54–61   |
| Hans Czesienski           | Die Wasserstraßen Europas | 9 Abb., 2 Karten   | 62–70   |
| Maximilian Mayer          | Über Schiffshebewerke | 4 Abb.             | 71–77   |
| Schulze/Richter           | Vereinigte Seehäfen der DDR | 6 Abb., 2 Zeichn.  | 78–86   |
| Dagmar Bothas             | Mit der „Freundschaft“ auf Ostasienkurs | 7 Abb.             | 87–97   |
| Hans Bauernfeind, Kapitän | Einiges Wissenswertes über ein Seeschiff | 11 Abb.            | 98–101  |
| Walter Friedrich          | Wie ein Schiff entsteht | 8 Abb.             | 102–109 |
| o. V.                     | Internationale Schiffstypen – Kümo 500 MS „Heringsdorf“, Kümo 840 MS „Nordstern“, MS „Kap Arkona“, Dampfer „Thälmann-Pionier“, Dampfer „Rostock“, MS „Steckenpferd“, MS „Theodor Körner“, TYP IV MS „Frieden“, Tanker „Leuna I“, FDGB-Urlauberschiff MS „Völkerfreundschaft“, Eisenbahnfährschiff MS „Saßnitz“, See-Eimerkettenbagger „Warnemünde“, Fischerei-Hilfsschiff „Robert Koch“, Lotsen-Versetzboot, (alle DDR) | 15 Abb., 14 Risse  | 110–126 |
| Helmut Zwer               | Schiffstypen der Binnenschiffahrt | 13 Abb., 2 Zeichn. | 127–135 |
| Heinz Beyer               | Seeleute von morgen | GST, 6 Abb.        | 136–142 |
| Heinz Rentner             | Mit der Weißen Flotte auf Fahrt | 5 Abb.             | 143–148 |
| Joachim Schult            | Hol durch die Schot | 6 Abb., 4 Zeichn.  | 149–155 |
| Alfred Dudszus            | Das ganze Land baut ein Urlauberschiff | 5 Abb.             | 156–160 |

### Jahrbuch der Schiffahrt, Jg. 1962
Berlin 1961, hrsg. von der Hauptverwaltung Schiffahrt im Ministerium für Verkehrswesen der DDR
| Autor                                  | Inhalt | Anmerkg.                         | Seiten  |
| -------------------------------------- | --- | -------------------------------- | ------- |
|                                        | Inhaltsverzeichnis |                                  | 5       |
|                                        | Vorwort |                                  |         |
| Manfred Schelzel                       | Neues aus der Weltschiffahrt | 2 Abb.                           | 7–12    |
| Werner Bunge                           | Zu den Krisen in der kapitalistischen Seeschiffahrt | 1 Diagr., 3 Tab.                 | 13–17   |
| Friedrich Rochow                       | Zwischen Breitling und Río de la Plata | 15 Abb., dar 2 Fa.               | 18–29   |
| Vratislav Tekly                        | Die Binnenschiffahrt in der CSSR | 5 Abb., 1 Karte                  | 30–37   |
| Gerhard Kühne                          | Rheinschiffahrt im Zeichen der EWG | 3 Abb., 1 Tab., 1 Karte          | 38-.43  |
| W. A. Tschmschkjan                     | Der Wolga-Don-Schiffahrtskanal „W.I. Lenin“ | 4 Abb., 11 Kart.                 | 44–53   |
| Hans-Georg Zientek                     | Das Motorgüterschiff GPM | 15 Abb., 2 Tab., 2 Zeichn.       | 54–62   |
| Otto Groß                              | Direktor der Betriebsschule des VEB Deutsche Seereederei: Schwimmende Schulen auf Großer Fahrt | 15. Abb.                         | 63–72   |
| Hans-Henning Berger                    | Seezeichen – „Verkehrszeichen“ der Seeschiffahrt | 26 Abb., 1 Seek.                 | 73–83   |
| Karl-Heinz Laudahn, Kapitän            | Leiter des Seefahrtamtes der DDR: Aufgaben des Seefahrtsamtes der Deutschen Demokratischen Republik |                                  | 84–85   |
| Andreas Jäkel                          | Die Schiffsklassifikation - ein Mittel zur Steigerung der Transportleistungen | 1 Abb.                           | 86–89   |
| Adolf J. F. Gärtner                    | Internationale Schiffstypen: FDGB-Urlauberschiff MS „Fritz Heckert“ (DDR),MS „Tellus“ (Finnland), MS „Arcturus“ (Finnland), MS „Vidaland“ (Schweden), MS „Randfontain“ (Niederlande), MS „Cap Verde“ (BRD), MS „Cap Valiente“ (BRD), MS „Cap Norte“ (BRD), MS „Santa Ursula“ (BR Deutschland), MS „Santa Ines“ (BR Deutschland), MS „Schwabenstein“ (BRD), MS „Marburg“ (BRD), MS „Jan Matejko“ (VR Polen), MS „Zeromski“ (VR Polen), MS „Krynica“ (VR Polen), MS „Koszalin“ (VR Polen), MS „Batory“ (VR Polen) | je 1 Abb. mit Text, Silhouet-ten | 90–107  |
| Willi Mierow                           | Ein Schiff wird ausgerüstet | 14 Abb.                          | 108–113 |
| Günter Böttcher, Hafenkapitän          | „Schiff in Not“. Aus der Arbeit des Seenotrettungsdienstes | 9 Abb.                           | 114–117 |
| Rolf Becker, Direktionsarzt Schiffahrt | Die ärztliche Betreuung in unseren Häfen und auf unseren Seeschiffen. | 5 Abb.                           | 118–123 |
| Willi Kühn                             | Die Hochseefischerei der DDR | 14 Abb., 10 Tab.                 | 124–132 |
| Hans-Adolf Sager / Wolfgang Sager      | Mit Flossen und Schnorchel in die Tiefe | 6 Abb., 2 Schemas                | 133–139 |
| Adolf Zinn, Kapitän                    | Urlaub an Bord der „Völkerfreundschaft“ | 18 Abb.                          | 140–153 |

### Jahrbuch der Schiffahrt, Jg. 1963
Berlin 1962, hrsg. von der Hauptverwaltung Schiffahrt im Ministerium für Verkehrswesen der DDR
| Autor                         | Inhalt | Anmerkg.                   | Seiten  |
| ----------------------------- | --- | -------------------------- | ------- |
|                               | Inhaltsverzeichnis |                            | 5       |
| Eduard Zimmermann             | Generaldirektor des VEB Deutsche Seereederei: Unsere Handelsschiffahrt auch im zweiten Jahrzehnt Voll voraus! | 1 Abb.                     | 6–7     |
| Manfred Schelzel              | Aus der Weltschiffahrt | 2 Abb.                     | 8–11    |
| Hermann Cruse                 | Fährverkehr DDR - Schweden | 18 Abb., 1 Tab., 4 Schemas | 12–22   |
| Czeslaw Wojewodka             | Die Seeschiffahrt der Volksrepublik Polen | 7 Abb., 9 Tab.             | 23–31   |
| Wolfgang Wirdel               | Überseehafen Rostock | 17 Abb., 1 Plan            | 32–44   |
| György Fekete, Ungarn         | Donau-Schiffahrt und Schiffsproduktion in der Ungarischen Volksrepublik | 7 Abb., 1 Schema.          | 45–53   |
| Josef Omann                   | Wissenswertes über Schleusen | 11 Abb., 4 Schemas         | 54–61   |
| Joachim Goltsch               | D-Züge der Wasserstraßen | 5 Abb., 3 Risse            | 62–65   |
| Hein Wenzel                   | Meereswellen | 14 Abb.                    | 66–77   |
| Werner Keller                 | Seeschiffahrt und Wetter | 5 Abb., 1 Tab., 3 Kartenz. | 78–84   |
| Klaus-Herbert Pietsch         | Massengutfrachter Typ IX. Ein neues Schiff unserer Handelsflotte | 11 Abb., 3 Risse           | 85–94   |
| Adolf J. F. Gärtner           | Internationale Schiffstypen: MS „Lübbenau“ (DDR), MS „Albatros“ (DDR), Atomeisbrecher „Lenin“ (UdSSR), Tanker „Peking“ (UdSSR), MS „Pawlin Winogradow“ (UdSSR), MS „Leninski Komsomol“ (UdSSR), MS „Colchester“ (England), Passagierschiff „France“ (Frankreich), Passagierschiff „Antilles“ (Frankreich), MS „Fort Royal“ (Frankreich), MS „Indian Trust“ (Indien), MS „Indian Reliance“ (Indien), MS „Zonnekerk“ (Niederlande), | 17 Abb., 16 Risse          | 95–111  |
| Adolf Zinn, Kapitän           | Auf der Kommandobrücke | 17 Abb.                    | 112–121 |
| Ulrich Beyer                  | Schiffsdieselmotoren | 6 Abb., 1 Tab., 7 Schemas  | 122–131 |
| Helmut Tamm, Korvettenkapitän | Unsere Volksmarine | 13 Abb.                    | 132–141 |
| Helmut Tamm                   | Die Aufgaben des Seesports in der GST | 7 Abb.                     | 142–146 |
| Hans Rüdiger                  | Kleine Brüder großer Ozeanschiffe | Schiffsmodellbau, 9 Abb.   | 147–153 |
| o. V.                         | Bugwappen, Flaggen und Schornsteinmarken der DDR | 49 Farbabb.                | 154–155 |
| Alfred Sendowski              | Kapitän Heinz Nehmer – ein verdienstvoller Seemann | 2 Abb.                     | 156–157 |

### Jahrbuch der Schiffahrt, Jg. 1964
Berlin 1963, hrsg. von der Hauptverwaltung Schiffahrt im Ministerium für Verkehrswesen der DDR
| Autor                         | Inhalt | Anmerkg.                      | Seiten  |
| ----------------------------- | --- | ----------------------------- | ------- |
|                               | Inhaltsverzeichnis |                               | 5       |
| Volkmar Winkler               | Stellvertreter des Ministers für Verkehrswesen der DDR: Vorwort | 1 Abb.                        | 6–8     |
| Manfred Schelzel              | Die internationale Seeschiffahrt im Jahre 1963 | 4 Abb., 1 Tab.                | 9–15    |
| S.W. Lainer                   | Die Schiffahrt in der UdSSR | 3 Abb., 2 Karten, 3 Tab.      | 16–22   |
| Ingo Sedding                  | Tagebuchnotizen über eine Westafrikareise | 10 Abb., 1 Karte              | 23–32   |
| Günter Freytag                | Mit MS „Meteor“ nach Spitzbergen | 7 Abb., 2 Karten, 1 Tab.      | 33–41   |
| L. Skrjagin                   | Auf den Spuren von Schiffskatastrophen | 3 Zeichn.                     | 42–47   |
| Erich Albs                    | Der Ausbau des Elbestromes als Wasserstraße | 3 Karten                      | 48–53   |
| Günter Heise                  | Schubschiffahrt in der Deutschen Demokratischen Republik | 5 Abb., 1 Diagr., 2 Tab.      | 54–59   |
| Josef Omann                   | Modellversuche für Schiffahrt und Wasserbau | 7 Abb.                        | 60–64   |
| Willi Schultz                 | +++ hier ruegen radio +++ | 3 Diagr., 1 Zeichn.           | 65–69   |
| Karl-Josef Geist, Kapitän     | Wismar – Tuapse - Wismar | 3 Abb., 1 Zeichn.             | 70–74   |
| Hein Wenzel                   | Wolken über dem Meer | 14 Abb.                       | 75–84   |
| Werner Keller                 | Einiges über Wind und Windsysteme | 3 Diagr.                      | 85–89   |
| Wolfgang Benedict             | Schiffe im Dock | 7 Abb., 6 Schemas             | 90–98   |
| Ingo Sedding                  | Wie findet das Schiff seinen Weg? | 6 Abb.                        | 99–106  |
| Helmut Tamm, Korvettenkapitän | Sowjetisches Atom-U-Boot kreuzt unter dem Polareis | 1 Abb.                        | 107–108 |
| Rudolf Krüger                 | Eisbekämpfung auf der Oder | 6 Abb., 1 Karte, 1 Schema     | 109–116 |
| Adolf J. F. Gärtner           | Internationale Schiffstypen: Eisenbahnfährschiff „Warnemünde“ (DDR), MT „Anton Iwanov“ (VR Bulgarien), MS „Ropotamo“ (VR Bulgarien), D „Christo Botev“ (VR Bulgarien), MS „Varna“ (VR Bulgarien), MS „Zadar“ (FSR Jugoslawien), MS „Bratsvo“ (FSR Jugoslawien), MS „Bela Krajina“ (FSR Jugoslawien), MS „Korotan“ (FSR Jugoslawien), MS „Piran“ (FSR Jugoslawien), TE (P) „Canberra“ (England), TT „Malwa“ (England), TS „Ballarat“ (England), MS „Polaris“ (Finnland), MT „Cactus Maru“ (Japan), MT „Nichiwa Maru“ (Japan), TT „Nissho Maru“ (Japan). | Je 1 Abb. mit Text, je 1 Riss | 117–133 |
| Fritz Leuthold, Kapitän       | Internationale Clubs der Seeleute | 5 Abb.                        | 134–136 |
| Dietrich Strobel              | Halali in Antarktika | Walfang, 11 Abb.              | 137–144 |
| Herbert Goldammer             | Unterwegs mit Henrik und Martina. Weiße Flotte Dresden | 3 Abb.                        | 145–151 |
| Helmut Tamm, Korvettenkapitän | Die Leistungs- und Laufbahnabzeichen im Seesport der GST | 23 Abb.                       | 152–154 |
| Helmut Tamm                   | Die Laufbahnen in der Volksmarine | 25 Abb.                       | 155–157 |
| Adolf J. F. Gärtner           | Reedereiflaggen und Schornsteinmarken | 33 Abb.                       | 158–160 |

### Jahrbuch der Schiffahrt, Jg. 1965
Berlin 1964, hrsg. von Adolf J. F. Gärtner
| Autor                             | Inhalt | Anmerkg.                          | Seiten  |
| --------------------------------- | --- | --------------------------------- | ------- |
|                                   | Inhaltsverzeichnis (deutsch, russisch u. englisch) |                                   | 5–7     |
| Horst Schlimper                   | Stellvertreter des Ministers für Verkehrswesen der DDR: Vorwort |                                   | 8       |
| Manfred Schelzel                  | Probleme des Weltseeverkehrs | 1 Übersicht                       | 9–11    |
| Eberhard Buzmann                  | Superschiffe | 1 Abb., 6 Tab., 5 Risse           | 12–17   |
| Horst Petermann, Korvettenkapitän | Seekarten und nautische Bücher. Hilfsmittel der Schiffsführung | 5 Abb., 4 Karten                  | 18–29   |
| Günter Babst                      | Container im Seetransport | 3 Abb., 3 Grafiken                | 30–34   |
| Wolfgang Hanisch                  | Kanäle verbinden Ozeane | 3 Karten,4 Abb., 5 Tab., 1 Grafik | 35–46   |
| Hort Riederer                     | Erlebtes Kuba | 18 Abb.                           | 47–57   |
| Klaus Herbert Pietsch             | Ladegeschirre auf Seeschiffen | 2 Abb., 8 Zeichn.                 | 58–62   |
| Ernst Kostial                     | Die Binnenfrachtschiffahrt der DDR | 4 Abb., 1 Diagr.                  | 63–67   |
| Hein Wenzel                       | Arbeiter des Meeres | 21 Abb.                           | 68–82   |
| Manfred Neumann                   | Das erste Touristen-Unterseeboot | 3 Abb.                            | 83–85   |
| Hein Wenzel                       | Westward-ho | 6 Abb., 1 Karte                   | 86–95   |
| Dieter Strobel                    | Regatta über 4000 Meilen | 1 Abb., 2 Skizzen                 | 96–99   |
| Klaus Herbert Pietsch             | MS „Ernst Schneller“ | 1 Riss, 3 Abb., 3 Schemas         | 100–109 |
| Adolf J. F. Gärtner               | Internationale Schiffstypen: MS „Edgar Andre“ (DDR), MS „Rotherwick Castle“ (England), MS „Tintagel Castle“ (England), MS „Naess Cavalier“ (England), MS „Oranje Nassau“ (Niederlande), MS „Gaasterdyk“ (Niederlande), MS „Media“ (England), MS „Katsedyk“ (Niederlande), RMS „Queen Elizabeth“ (England), RMS „Windsor Castle“ (England), TS „Rotterdam“ (Niederlande), MS „Skaustrand“ (Norwegen), MT „Gherania“ (Griechenland), MS „Santa Fe Pioneer“ (Liberia), SS „United States“ (USA) | Je 1 Abb. m. Text, je 1 Riss      | 110–126 |
| Willi Kessler, Kapitän            | Lotse an Bord | 2 Abb.                            | 127–129 |
| Dieter Strobel                    | Jagd nach Fisch | 13 Abb., 1 Karte, 3 Diagr.        | 130–139 |
| Rudi Böhnstedt                    | Fischkutter „SAS …“ in Seenot | 4 Abb.                            | 140–142 |
| Rudi Böhnstedt                    | Taucher im Einsatz. Aus der Arbeit des VEB Schiffsbergung und Taucherei | 6 Abb.                            | 143–147 |
| Helmut Tamm, Korvettenkapitän     | Schiffsmaschinen-technische Ausbildung der GST | 6 Abb.                            | 148–155 |
| Helmut Tamm                       | Flaggen, Kommandozeichen und Wimpel der Volksmarine | 13 Abb.                           | 156–157 |
| Adolf J.F. Gärtner                | Reedereiflaggen und Schornsteinmarken | 32 Abb.                           | 158–160 |

### Jahrbuch der Schiffahrt, Jg. 1966
Berlin 1965, hrsg. von Adolf J. F. Gärtner
| Autor                             | Inhalt | Anmerkg.                           | Seiten  |
| --------------------------------- | --- | ---------------------------------- | ------- |
|                                   | Inhaltsverzeichnis (deutsch, russisch u. englisch) | 1 Abb.                             | 5–7     |
| Harry Tisch                       | Erster Sekretär der Bezirksleitung Rostock der SED: Vorwort |                                    | 8       |
| Eberhard Buzmann                  | Probleme des Weltseeverkehrs | 2 Tab.                             | 9–11    |
| Horst Petermann, Korvettenkapitän | Nautischer Warn- und Nachrichtendienst | 1 Schema, 2 Karten                 | 12–17   |
| Frithjof Pielenz, Kapitän         | Leiter der Seekammer der DDR: Vor der Seekammer verhandelt | 3 Abb., 1 Skizze                   | 18–24   |
| Heinz Plath                       | Bessere Bedingungen für die Binnenschiffahrt | 1 Abb., 2 Diagr.                   | 25–28   |
| Margarete Schulz                  | Welthandelsflotte in Zahlen | 11 Tab.,                           | 29–34   |
| Hein Wenzel                       | Durch die Schären nach Murmansk | 23 Abb., 2 Karten                  | 35–50   |
| Rudolf Schemainda                 | Forscher auf See. Forschungsschiff „Professor Albrecht Penck“. | 8 Abb., 2 Diagr.                   | 51–60   |
| Jürgen Fensch                     | Kurs Große Neufundlandbank | 19 Abb., 1 Karte, 1 Riss, 2 Diagr. | 61–75   |
| Ernest Henriot                    | Seefahrgastschiff Iwan Franko | 9 Abb., 1 Längsriss                | 76–82   |
| Ferdinand Kulikowsky              | Rettungsmittel auf Seeschiffen | 12 Abb.                            | 83–91   |
| Eberhard Buzmann                  | Spezialschiffe | 4 Abb.                             | 92–97   |
| Willi Schult                      | Aus der Geschichte des Ostseebezirkes. | Bezirk Rostock, 10 Abb.            | 98–106  |
| Manfred Neumann                   | Internationale Schiffstypen: Fahrgastschiff „Shalom“ (Israel), Fährschiff „Bilu“ (Israel), Motorfrachtschiff „Kraszewski“ (VR Polen), Containerschiff „Kooringa“ (Australien), Bananenschiff „Geestport“ (Niederlande), Autotransportschiff „Aniara“ (Schweden), Massengutfrachtschiff „Bodö“ (Norwegen), Massengutfrachtschiff „Liryc“ (USA), Erzfrachtschiff „Kosice“ (CSSR), Motortankschiff „Carlo Camel“ (Italien), Flüssiggastankschiff „Paul Endacott“ (Schweden), Fischfang- und Gefrierschiff „Grumant“ (UdSSR), Fischverarbeitungs- und Mutterschiff „Rybatskaja Slava“ (UdSSR), Eisbrecher „Tor“ (Schweden), Wetterschiff „Cumulus“ (Niederlande) | Je 1 Abb. mit Text                 | 107–123 |
| Dieter Strobel                    | Das automatisierte Schiff | 5 Abb., 2 Zeichn.                  | 124–129 |
| György Fekete                     | Die ungarische Donau-See-Schiffahrt | 6 Abb., 1 Karte, 1 Tab.            | 130–136 |
| Günter Giermann                   | Schlüssel zur schweigenden Welt. Ein Beitrag über das Wirken des französischen Meeresforschers Cdt. Jacques-Yves Cousteau | 19 Abb.                            | 137–152 |
| Wolfgang Schwade                  | Schiffe auf Briefmarken | 31 Abb.                            | 153–156 |
| Horst Petermann, Korvettenkapitän | Signalflaggen | 43 Abb.                            | 157–161 |

### Jahrbuch der Schiffahrt, Jg. 1967
Berlin 1966, hrsg. von Adolf J. F. Gärtner
| Autor                               | Inhalt | Anmerkg.                   | Seiten  |
| ----------------------------------- | --- | -------------------------- | ------- |
|                                     | Inhaltsverzeichnis (deutsch, russisch u. englisch) |                            | 5–6     |
| Heinz Neukirchen, Vizeadmiral a. D. | Präsident der Direktion des Seeverkehrs und der Hafenwirtschaft (DSH) | 1 Porträt                  | 7       |
| Jörgen Haalck                       | Um die Freiheit des Meeres |                            | 8–12    |
| Manfred Schelzel                    | Internationale Schiffahrtskonferenzen |                            | 13–14   |
| Margarete Schulz                    | Welthandelsflotte in Zahlen | 18 Tab.                    | 15–18   |
| Christian Kunack / Peter Biebig     | Flugzeug contra Fahrgastschiff im Nordatlantikverkehr | 4 Tab.                     | 19–22   |
| Hans Theremin                       | Antriebsanlagen für Seeschiffe | 2 Abb., 9 Schemas1Tab.     | 23–33   |
| o. V.                               | Gedicht: Matrosen von Kronstadt – aus dem Jahre 1917 | 1 Abb.                     | 34–35   |
| Erika Wollweber                     | Vor 50 Jahren: Des Kaisers Kuli stand auf | 2 Abb.                     | 36–38   |
| Hein Wenzel                         | Aus der Geschichte des Ankers | 19 Abb.                    | 39–51   |
| Günther Heise                       | Fahrdynamik in der Binnenschiffahrt | 2 Abb., 9 Skizzen          | 52–61   |
| Hermann Ritzhaupt                   | Fischfang im tropischen Atlantik | 10 Abb., 1 Karte           | 62–72   |
| Carl-Lothar Heinecke                | Kapitäne bleiben an Land | Schiffsmodellsport, 5 Abb. | 73–79   |
| Vratislav Tekly                     | Kanalprojekt Donau – Oder – Elbe | 2 Karten, 2 Schem.         | 80–87   |
| Lothar Uhlig                        | Radar in der Seeschiffahrt | 14 Zeichn.                 | 88–98   |
| Fritz Gutsche                       | Das Manövrieren von Seeschiffen | 3 Abb., 8 Zeichn.          | 89–107  |
| Eberhard Buzmann                    | Schnellfrachter | 3 Abb.                     | 108–113 |
| Manfred Neumann                     | Internationale Schiffstypen: Fahrgastschiff „Raffaelo“ (Italien), Turbinentankschiff „Tokyo Maru“ (Japan), Expeditionsschiff „Akademik Kurtschatow“ (UdSSR), Frachtmotorschiff „Hammonia“ (BR Deutschland), Motorfrachtschiff „Southampton Castle“ (England), Turbinenfrachtschiff „American Racer“ (USA), Kühlschiff „Pacific Ocean“ (Schweden), Auto-/Massengutfrachtschiff „Wilfred“ (Norwegen), Motortankschiff „Beauregard“ (Norwegen), Holzfrachtschiff „Ladogales“ (UdSSR), Kraftfahrzeug-/Personenfährschiff „Roi Baudoin“ (Belgien), Fang- und Gefrierschiff Typ „Atlantik“ (DDR, UdSSR), Gefrier-Hecktrawler „St. Finbarr“ (England), Hochseeschlepper „Noord Holland“ (Niederlande), Seenotrettungskreuzer „Arwed Emminghaus“ (BR Deutschland) | je 1 Abb. m. Text          | 114–131 |
| Joachim Nolte                       | Seesegeln | 6 Abb.                     | 132–137 |
| Günther Hähnel                      | Modellversuche für den Schiffbau | 4 Abb., 1 Riss, 2 Tab.     | 138–143 |
| Horst Weise                         | SinkSicherheit von Seefahrgastschiffen | 3 Abb., 3 Risse            | 144–150 |
| Wolfgang Schwade                    | Schiffe auf Briefmarken. Teil II | 32 Abb.                    | 151–153 |
| Wolfgang Rudolph                    | Schiffskundliche Forschungen | 9 Abb.                     | 154–160 |

### Jahrbuch der Schiffahrt, Jg. 1968
Berlin 1967, hrsg. von Adolf J. F. Gärtner
| Autor                  | Inhalt | Anmerkg.                      | Seiten  |
| ---------------------- | --- | ----------------------------- | ------- |
|                        | Inhaltsverzeichnis (deutsch, russisch u. englisch) |                               | 5–6     |
| Adolf J. F. Gärtner    | Vorwort des Herausgebers |                               | 7       |
| Peter Biebig           | Gruppierungen der Weltschiffahrt | 3 Tab.                        | 8–12    |
| Günther Sager          | Gezeiten und Schiffahrt. Wechselbeziehungen in zwei Jahrtausenden | 5 Abb.                        | 13–19   |
| Margarete Schulz       | Europäische Binnenschiffahrt in Zahlen | 18 Tab.                       | 20–24   |
| Günter Heise           | Stromschubboote und Schubprähme mit Membranboden | 4 Zeichn.                     | 24–27   |
| Erika Wollweber        | Parole: „Feuer `raus!“ | 2 Abb., 1 Karte               | 28–31   |
| Johannes R. Becher     | Gedicht: Das Meer | 1 Abb.                        | 32–33   |
| Przemyslaw Smolarek    | Schiffahrtsmuseum Gdańsk | 5 Abb.                        | 34–37   |
| Gerhard Wietek         | Galionsfiguren | 6 Abb.                        | 38–42   |
| Annelies Busche        | Berufsausbildung in der Binnenschiffahrt | 6 Abb., 2 Schemas             | 43–47   |
| Christian Kunack       | Wetterschiffe | 7 Abb., 1 Karte               | 48–55   |
| Werner Müller, Kapitän | Ein Stückgutschiff nimmt Ladung | 8 Abb., 1 Stauplan,           | 56–63   |
| o. V.                  | Schiffsbezeichnungen | 5 Abb.                        | 64–65   |
| Adolf J. F. Gärtner    | Als Spediteur in Kolumbien | 7 Abb., 1 Karte               | 66–75   |
| Rudolf Schemainda      | Rohstoffe des Weltmeeres | 6 Abb.                        | 76–81   |
| Eberhard Gerschner     | Moderne Schweißtechnik im Schiffbau der DDR | 10 Abb. 1 Schema              | 82–89   |
| Erhard Bensch          | Fang- und Gefrierschiff „Atlantik“ | 10 Abb., 2 Schemas1 Riss      | 90–99   |
| Eberhard Buzmann       | Fähren der Ostsee | 6 Abb., 1 Karte, 2 Zeichn.    | 100–110 |
| Manfred Neumann        | Internationale Schiffstypen: Fahrgastmotorschiff „Renaissance“ (Frankreich), Turbinentankschiff „Idemitsu Maru“ (Japan), Fahrgastschiff mit Autodeck „Prinsesse Ragnhild“ (Dänemark), Fahrgast-/Auto-/Containerschiff „Spero“ (England), Fährschiff „Skane“ (Schweden), Fährschiff „Free Enterprise III“ (England), Fährschiff „Finnpartner“ (Finnland), Fährschiff „Mette Mols“ (Dänemark), Fahrgast- und Frachtschiff „Ocean Endurance“ (Pakistan), Massengut-/Autofrachtschiff „Johann U“ (Schweden), Kühlschiff „Theodor Fontane“ (DDR), Gastankschiff „Havfrost“ (Norwegen), Motorfrachtschiff „Alberta“ (Dänemark), Motorfrachtschiff „Killara“ (Schweden), Motorfrachtschiff „Athenian“ (England), Frosttrawler „Skagerrak“ (DDR), Schwerlast-Transportschiff „Aberthaw Fisher“ (USA), Laderaum-Saugbagger „P:C:S: van Hattem“ (Niederlande) | je 1 Abb. m. Text             | 111–129 |
| Hein Wenzel            | Dalmatien – Küste der tausend Inseln und Klippen | 23 Abb.                       | 131–147 |
| Carl-Lothar Heinecke   | Kapitäne bleiben an Land. Teil II | 10 Abb.                       | 148–154 |
| Wolfgang Schwade       | Jagd im nassen Element | Mit 2 Tafeln, Abb. v. Briefm. | 155–157 |
| Karl Salomon           | Vor Island gestrandet. Erlebnisbericht | 1 Klarte, 3 Zeichn.           | 158–162 |

### Jahrbuch der Schiffahrt, Jg. 1969
Berlin 1968, hrsg. von Manfred Neumann
| Autor                               | Inhalt | Anmerkg.                         | Seiten  |
| ----------------------------------- | --- | -------------------------------- | ------- |
|                                     | Inhaltsverzeichnis (deutsch, russisch u. englisch) |                                  | 5–6     |
| Manfred Neumann                     | Vorwort des Verlegers | 1 Porträt                        | 7       |
| Horst Schlimper                     | Stellvertreter des Ministers für Verkehrswesen der DDR: Seeverkehr und Binnenschiffahrt in der Deutschen Demokratischen Republik | 5 Abb., 2 Tab.                   | 8–13    |
| Klaus-Peter Reckling                | Statistik der internationalen Seehäfen | 18 Tab.                          | 14–17   |
| Lothar Uhlig                        | Satelliten-Navigation | 8 Schema                         | 18–24   |
| Erwin Bekier                        | Der Nördliche Seeweg | 7 Abb., 1 Karte                  | 25–32   |
| Frans Posthuma                      | Rotterdam-Europoort | 5 Abb., 1 Karte, 2 Tab.          | 33–40   |
| Hans Gärtner                        | Moderner Stückgutumschlag in Containern | 11 Abb., 2 Diagr.                | 41–48   |
| Helmut Dora / Gunter Gries, Kapitän | Güterumschlag auf Reede | 6 Abb., 1 Schema                 | 49–55   |
| Dr. Rolf Becker                     | Der Hafenärztliche Dienst in der Deutschen Demokratischen Republik | 5 Abb.                           | 56–60   |
| Georg Bülow                         | Binnenhafen Magdeburg | 3 Abb.                           | 61–64   |
| Rolf Schönknecht                    | Internationale Schubschiffahrt | 7 Abb., 5 Tab.                   | 65–72   |
| Karl Henke                          | Aus dem Leben eines Schiffsführers | 2 Abb.                           | 73–74   |
| Günter Schroeder                    | Schlingerdämpfungsanlagen | 3 Abb., 8 Skizzen                | 75–81   |
| Hans-Joachim Altmann                | Innenarchitektur auf Schiffen | 12 Abb.                          | 82–91   |
| Günter Hähnel                       | Internationale Schiffstypen: Motorfrachtschiff „Nowgorod“ (UdSSR), Fahrgastmotorschiff „Yaohua“ (VR China), Gasturbinen-roll-on-/roll-off-Schiff „ADM. WM. M. Callaghan“ (USA), Auto-Container-Transportschiff „Atlantic Saga“ (Schweden), Container-Paletten-roll-on-/ roll-off-Schiff „Antares“ (BR Deutschland), Motorfrachtschiff „Chian Captain“ (Panama), Motorfrachtschiff „Cornelia Maersk“ (Dänemark), Mehrzweck-Motorfrachtschiff „Straat Holland“ (Niederlande), Massengutfrachtschiff „Rugia“ (BR Deutschland), Kühlschiff „Timaru Star“ (England), Transport- und Verarbeitungsschiff „Junge Garde“ (DDR), Saugbagger „Geopotes IX“ (Niederlande), Trawler „Marlin“ (Südafrika), Fahrgastschiff „Stad Zierikzee“ (Niederlande), Seeschlepper „J. Ray McDermott“ (USA) | je 1 Abb. m. Text                | 92–108  |
| Erhard Bensch                       | Teilautomatisierte Linienfrachtschiffe vom Typ XD | 11 Abb., 2 Tab., 1 Längsriss     | 109–120 |
| Dieter Vierus                       | Auf dem Wege zum unbesetzten Maschinenraum | 3 Schemas 3 Abb.                 | 121–126 |
| Albrecht Schützler                  | Unterwasserfahrzeuge – neue Hilfsmittel der Ozeanographie | 10 Abb.,3 Diagr., 2 Tab.         | 127–135 |
| Hein Wenzel                         | Die Haifischjäger von Cojimar | 8 Abb., 1 Karte                  | 136–144 |
| Per Lundström                       | Untergang und Bergung des schwedischen Flaggschiffes Vasa | 12 Abb.                          | 145–151 |
| Carl-Lothar Heinecke                | Kapitäne bleiben an Land. Teil III | 7 Abb., 2 Skizzen                | 152–157 |
| Wolfgang Schwade                    | Historisch bemerkenswerte Schiffe. „Sao Gabriel“ (Portugal), „Santa Maria“ (Spanien), „Potjomkin“ (Rußland), „Aurora“ (Rußland/UdSSR), „Fram“ (Norwegen), „Lenin“ (UdSSR), „Batory“ (Polen) | Mit 2 Tafeln v. Briefmar-kenabb. | 158–161 |
| Karl Salomon                        | Gefährlicher Fischfang im Eismeer. Erinnerungsbericht | 1 Zeichn., 1 Karte               | 162–164 |

### Jahrbuch der Schiffahrt, Jg. 1970
Berlin 1969, hrsg. von Manfred Neumann
| Autor                             | Inhalt | Anmerkg.                     | Seiten  |
| --------------------------------- | --- | ---------------------------- | ------- |
|                                   | Inhaltsverzeichnis (deutsch, russisch u. englisch) |                              | 5–6     |
| Erika Wollweber                   | Vorwort: „10 Jahre Jahrbuch der Schiffahrt“ | 1 Porträt                    | 7       |
| Wolfgang Wirdel                   | Schnell, sicher, zuverlässig. 10 Jahre Überseehafen Rostock | 9 Abb., 2 Schemas            | 8–14    |
| Jürgen Krüger                     | Computer im Seeverkehr | 4 Abb., 3 Skizzen            | 15–20   |
| Peter Biebig                      | Containerverkehr. Zur internationalen Entwicklung eines modernen Transportsystems | 7 Abb., 2 Grafiken,1 Riss    | 21–29   |
| Karl Lieske                       | Mehrzweckfrachter und TeilContainerschiff | 7 Abb., 1 Farbgraf.          | 30–36   |
| Czeslaw Wojewodka                 | Der Schiffbau der Volksrepublik Polen | 10 Abb.                      | 37–44   |
| Günter Hähnel                     | Internationale Schiffstypen: Fahrgastschiff „Queen Elizabeth 2“ (England), Turbinen-Tankschiff „Universe Ireland“ (USA), Motorfrachtschiff „Capetan Giannis“ (Griechenland), Motorfrachtschiff „Jag Dev“ (Indien), Massengut-Holzfrachtschiff „Fermland“ (Norwegen), Turbinen-Massengut-Frachtschiff „Universe Conveyor“ (Liberia), Kühlschiff „Aconcagua Valley“ (Schweden), Autotransportschiff „Dyvi Oceanic“ (Norwegen), Zubringertrawler „Eugen Schönhaar“ (DDR), Hecktrawler „Vagamot“ (Norwegen), Hecktrawler „Emile Joseph“ (Frankreich), Verarbeitungstrawler „Devonshire Bay“ (Bermuda), Schulschiff „Seiun Maru“ (Japan), Kabelleger „Tsna“ (UdSSR), Tragflächenboot „Sun Arrow“ (Dänemark) | Je 1 Abb. m. Text            | 45–60   |
| Gerhard Koziolek                  | Schiffsvermessung. Wissenswertes über die Vermessung von Seeschiffen | 1 Riss, 1 Messbrief 2 Schem. | 61–65   |
| Kurt Ehrhart / Klaus Krummsieg    | Windhunde zur See. Zur Geschichte der Torpedoschnellboote, ihr Stand und ihre Perspektive | 10 Abb., 3 Tab.              | 66–72   |
| Fritz Adler, Fregattenkapitän     | Stellvertretender Havarie-Kommissar der DDR: Rechtsverkehr auf See? Kollisionsschutzwege erhöhen die Sicherheit | 7 Kartenz.                   | 73–78   |
| Manfred Neumann                   | Schiffe in Not | 7 Abb.                       | 79–81   |
| Günter Sager                      | Gefährliche Meereserscheinungen | 2 Abb., 4 Skizzen            | 82–87   |
| Gerhard Müller                    | Stromschubschiffahrt | 4 Abb., 2 Grafik.            | 88–92   |
| Günter Heise                      | Frachtgut und Binnenschiff | 7 Abb., 2 Zeichn.            | 93–98   |
| Rolf Schönknecht                  | Schnelltransporter der Zukunft? Wissenswertes über Luftkissenschiffe | 4 Abb., 2 Zeichn., 1 Tab.    | 99–104  |
| Kristian Eiro, Kapitän            | Der Hafen von Helsinki | 3 Abb., 1 Karte              | 105–108 |
| Erich Biester                     | Vorratsspeicher Ozean. Eine Bilanz der internationalen Hochseefischerei | 5 Diagr., 3 Karten, 2 Tab.   | 109–116 |
| Fritz Hartung                     | Elektrofischerei. Neuartige Fangmethoden der Hochseefischerei | 2 Abb., 4 Schemas            | 117–121 |
| Dr. Martin Polzfuhs               | Die medizinische Betreuung der Hochseefischer | 5 Abb., 1 Karte              | 122–127 |
| Fritz Schultz                     | Eine schwimmende Fabrik | 10 Abb.                      | 128–133 |
| Gerhard Beckmann                  | Warenhaus der Seewirtschaft. Aus der Arbeit des VEB Schiffsversorgung. | 8 Abb.                       | 134–138 |
| Willy Broschwitz, Kapitän         | Flußfahrt im Nigerdelta | 6 Abb., 1 Karte              | 139–144 |
| Horst Petermann, Korvettenkapitän | Reisen ins Unbekannte. Kapitän Cooks Weltumsegelungen und Entdeckungen | 11 Abb., 4 Karten            | 145–153 |
| Roland Schneider, Bestmann        | Freizeit auf See. Gedanken zu den Möglichkeiten kultureller Selbstbetätigung an Bord | 8 Abb.                       | 154–157 |
| Carl-Lothar Heinecke              | Motoren, Männer und Modelle. Eine Chronik über Modellmotoren | 10 Abb., 1 Tab.              | 158–162 |

### Jahrbuch der Schiffahrt, Jg. 1971
Berlin 1970, hrsg. von Manfred Neumann
| Autor                          | Inhalt | Anmerkg.                         | Seiten  |
| ------------------------------ | --- | -------------------------------- | ------- |
|                                | Inhaltsverzeichnis |                                  | 5–6     |
| Heinz Rentner                  | Hauptabteilungsleiter für den Bereich Seeverkehr im Ministerium für Verkehrswesen: Vorwort | 1 Porträt                        | 7       |
| Karl-Heinz Seidler, Kapitän    | Sozialistische Kooperation | 2 Abb.                           | 8–11    |
| Helmut Uhlemann, Kapitän       | Genosse Kapitän. Aufgaben eines Kapitäns unserer Handelsflotte | 4 Abb.                           | 12–17   |
| Hartmut Kroh                   | Schiffahrtsländer ohne Häfen. Über die Flotten einiger Binnenländer | 2 Abb., 1 Karte                  | 18–21   |
| Peter Biebig                   | Papierkrieg zur See. Grundlagen des Seefrachtgeschäftes | 3 Abb., 2 Schemas                | 22–29   |
| Alfred Gohlke                  | Harmlose Güter? Die neue Seefrachtordnung | 9 Abb.                           | 30–33   |
| H.-H. Berger, Korvettenkapitän | Schwimmende Wegweiser | 9 Abb.                           | 34–40   |
| W. Gross / T. Klimek           | Zwischen Beskiden und Ostsee. Polnische Binnenschiffahrt heute und morgen | 1 Karte, 6 Tab., 4 Risse, 6 Abb. | 41–49   |
| Günter Heise                   | „Ölwürste“ und Amphibienbehälter. Interessante Aspekte zur Transportrationalisierung auf Binnenwasserstraßen | 6 Abb.                           | 50–55   |
| Georg Grimmer                  | Gesund auf See. Medizinische Betreuung auf Fahrgastschiffen | 4 Abb.                           | 56–59   |
| Peter Volk                     | SOS SOS … --- … | 6 Abb., 2 Schemas                | 60–65   |
| Czeslaw Wojewodka              | Hafen Gdynia | 6 Abb., 1 Karte                  | 66–70   |
| H. Höppner                     | Seekabel. Kabelleger und ihre Arbeit | 4 Abb., 3 Schemas                | 71–75   |
| E. Stwretschka / K. Bartmann   | Schiff mit Fischpumpe. Strömlingsfänger Typ „Kaspi“ | 5 Abb., 3 Zeichn.1 Farbriss      | 76–84   |
| Günter Hähnel                  | Internationale Schiffstypen: Massengutfrachtschiff „Universe Aztec“ (USA), Roll-om/roll-off-Fährschiff „Surrey“ (Dänemark), Roll-on/roll-off-Containerschiff „Australian Enterprise“ (Australien), Roll-on/roll-off-Containerschiff „Mormacsea“ (USA), Containerschiff „Axel Johnson“ (Norwegen), LASH-Schiff „Acadia Forest“ (USA), Motorfrachtschiff „Saint Michel“ (Frankreich), Motorfrachtschiff „Isfahan“ (Schweden), Motorfrachtschiff „Wismar“ (DDR), Mehrzweckfrachtschiff „Nordwelle“ (BR Deutschland), Fang- und Verarbeitungsschiff „Maria Polivanova“ (UdSSR), Kühl- und Transportschiff „Ostrov Sibiryakova“ (UdSSR), Spezialtransportschiff „Glen Avon“ (England), Doppelrumpf-Arbeitsschiff „Duplus“ (Niederlande) | Je 1 Abb. m. Text                | 85–99   |
| Rolf Schönknecht               | Schiffe über den Wellen. Die Entwicklung von Tragflügelschiffen | 7 Abb., 2 Zeichn., 1 Tab.        | 100–107 |
| Karl Lau                       | Bugwulst. Widerstandsverringerung durch spezielle Bugform, | 5 Abb., 5 Zeichn., 1 Diagr.      | 108–113 |
| Dieter Strobel                 | Schiffe aus der DDR. Stand und Entwicklungstendenzen des DDR-Schiffbaus | 10 Abb.                          | 114–119 |
| Wolfgang Röpert                | Fischsuche | 5 Abb., 7 Zeichn.                | 120–126 |
| Gerhard Hecking                | Mit List und Technik. Ringwadenfischerei | 4 Abb.                           | 127–130 |
| Jan van Beylen                 | Ein Besuch in der Stehen-Burg. Das Nationale Schiffahrtsmuseum in Antwerpen | 10 Abb.                          | 131–136 |
| Ulrich Rabe / Helmut Zwer      | Gleise auf See. Zur Geschichte der DDR-Eisenbahnfährverbindungen | 10 Abb., 2 Tab.                  | 137–144 |
| Gerd Martens                   | Stephan Jantzen. Lebenslauf eines Warnemünder Lotsenkommandeurs | 4 Abb.                           | 145–147 |
| Gerhard Grunwald               | Schiffe aus Münzen. Historische Ereignisse der Schiffahrt auf Medaillen und Münzen | 2 Abb.                           | 148–149 |
| Gerd Martens                   | Kurs Freundesland | 6 Abb., 1 Karte                  | 150–155 |
| Heinz Wurl                     | Der Schleppzug im Aromaröhrchen. Über den Bau von Flaschenschiffen | 6 Abb.                           | 156–157 |
| Hildegard Propp                | Schleusen, Mulis, Leinemänner. Eine Fahrt durch den Panamakanal. | 9 Abb., 1 Karte                  | 158–166 |

### Jahrbuch der Schiffahrt, Jg. 1972
Berlin 1971, hrsg. von Manfred Neumann
| Autor                            | Inhalt | Anmerkg.                            | Seiten  |
| -------------------------------- | --- | ----------------------------------- | ------- |
|                                  | Inhaltsverzeichnis |                                     |         |
| Ulrich Scharnow                  | Hochschulingenieure der Seewirtschaft. Die Ingenieurhochschule für Seefahrt Warnemünde-Wustrow | 16 Abb.                             | 6–13    |
| Heinz Werner / Jürgen Schmädicke | Morskoj flot. Zur Entwicklung der sowjetischen Handelsschiffahrt | 5 Abb., 1 Schema                    | 14–20   |
| Peter Biebig / Rolf Schönknecht  | Superschiffe und Wasserstraßen. Einige Probleme des wissenschaftlich-technischen Fortschritts im Weltseeverkehr | 3 Abb., 2 Karten, 5 Risse, 5 Diagr. | 21–30   |
| Lothar Foß, Kapitän              | Der Weg bis heute. DDR-Handelsflotte in Fakten und Zahlen. | 3 Abb., 2 Tab.                      | 31–36   |
| Jürgen Warncke                   | Kompass und Kanüle. Die gesundheitliche Betreuung auf Schiffen ohne Arzt | 6 Abb.                              | 37–41   |
| R. Vleugels, Belgien             | Hafen Antwerpen | 9 Abb., 1 Karte                     | 42–47   |
| Wilhelm Ehm, Vizeadmiral         | Chef der Volksmarine: Unsere Volksmarine | 7 Abb.                              | 48–54   |
| Martin Heyne, Museumsdirektor    | Nächste Führung: 10.30 Uhr. Die Rostocker Museen für Schiffahrt und Schiffbau | 12 Abb., 1 Tab.                     | 55–62   |
| Karl Pluchstein                  | Ispos. Schiffsprojektierung mit Computern | 3 Abb., 2 Diagr.                    | 63–68   |
| Rolf Schönknecht                 | Katamarane. Einsatzmöglichkeiten von Mehrrumpfschiffen | 4 Abb., 3 Zeichn.                   | 69–74   |
| Reinhard Straub                  | Typ „Neptun“ aus Rostock. Ein modernes Stückgut-/Container-Frachtschiff | 12Abb., 1 Farbriss                  | 75–84   |
| Ulrich Rabe / Rainer Grötschel   | Nummer 1 im Schiffbau. Japans Werftindustrie | 6 Abb., 3 Diagr.                    | 85–92   |
| Heinz Höppner                    | Schwimmende Laboratorien. Forschungsschiffe und ihr Einsatz | 7 Abb., 4 Risse                     | 92–100  |
| Gunter Hähnel                    | Internationale Schiffstypen: Atomforschungsschiff „Mutsu“ (Japan), Kreuzfahrten- und Expeditionsschiff „Lindblad Explorer“ (USA), Auto- und Passagier-Fährschiff „Prins Oberon“ (Schweden), Autotransportschiff „Toyata Maru N. 10“ (Japan), Roll-on/roll-off-Fährschiff „Freccia Rossa“ (Italien), Tanker „Seiko Maru“ (Japan), Frachtmotorschiff „Erlangen“ (BR Deutschland), Frachtmotorschiff „Bomma“ (Norwegen), Containerschiff „Minho“ (England), Erz/Massengut/Öl-Frachtschiff „Varenna“ (Norwegen), Erzschiff „Nihata Maru“ (Japan), Übernahme-, Transport- und Kühlschiff „Karl Liebknecht“ (UdSSR), Holztransportschiff „Iris“ (BRD), Kühlschiff „Persian Reefer“ (Dänemark), Eimerkettenbagger „Otschakov“ (UdSSR). | Je 1 Abb. m. Text                   | 101–116 |
| Albert Lenz                      | Eine neue Schleuse in Brandenburg. Rekonstruktion der Staustufe | 3 Abb., 1 Karte                     | 117–120 |
| Karl-Heinz Albrecht              | Weiße Schiffe – Frohe Stunden. Die Fahrgastschiffahrt unserer Hauptstadt | 8 Abb., 1 Karte                     | 121–126 |
| Albert Lenz                      | Wegbereiter der Binnenschiffahrt. Der Strommeister | 8 Abb.                              | 127–131 |
| Wolfgang Röpert                  | Fischreaktionen. Technik der Fischbeobachtung | 10 Abb., 2 Diagr.                   | 132–135 |
| G. Zierau / S. Falkenthal        | EDV im Fischfang. Flottenlenkung durch Datenverarbeitung | 2 Abb., 4 Schemas                   | 136–141 |
| Wolfgang Rudolph                 | Lot, Stundenglas, Davis-Quadrant … | 13 Abb.                             | 142–149 |
| Heinz Wehner                     | Schiffe an der Kette. Kettenschleppschiffe auf der Elbe | 6 Abb.                              | 150–154 |
| Gerd Robbe                       | Bei Indianern und Insulanern. Ein Seemann berichtet | 14 Farbabb., 2 Karten               | 155-    |

### Jahrbuch der Schiffahrt, Jg. 1973
Berlin 1972, hrsg. von Manfred Neumann
| Autor                               | Inhalt | Anmerkg.                    | Seiten  |
| ----------------------------------- | --- | --------------------------- | ------- |
|                                     | Inhaltsverzeichnis |                             | 5       |
| Heinz Neukirchen, Vizeadmiral a. D. | Präsident der Direktion Seeverkehr und Hafenwirtschaft: Die Seeverkehrswirtschaft der DDR | 5 Abb., 2 Tab.              | 6–9     |
| Hans Obenaus                        | Fahrtgebiet Westafrika. Handel und Häfen heute | 12 Abb., 2 Karten, 1 Tab.   | 10–20   |
| Hartmut Kroh / Rainer Strobel       | Soll und Haben. Ökonomie auf den Weltmeeren | 3 Tab., 3 Diagr.            | 21-.25  |
| Lothar Foss, Kapitän / F Schultz    | DDR-Flottenstatistik. Die Handels- und Fischereiflotte der DDR in Zahlen | 7 ganzs. Tab.               | 26–33   |
| C. Dupin, Capt./ J. Rolland, Capt.  | Waldsee als Manövrierschule. Das Seefahrts-Ausbildungszentrum Port-Revel in Frankreich | 6 Abb., 1 Karte             | 34–38   |
| PeterLass                           | Rostock Port Control. Aus der Arbeit der Verkehrsleitstelle | 10 Abb., 1 Karte            | 39–46   |
| C.R. Carr                           | Hafen Hull. Linienhafen der DSR-Lines | 7 Abb., 1 Karte             | 47–51   |
| OMR Dr. Rolf Becker                 | Der Seemann und sein Schiff. Arbeits- und Lebensbedingungen auf DDR-Schiffen aus medizinischer Sicht | 4 Abb.                      | 52–55   |
| Czeslaw Wojewodka                   | Schiffbau im Wasser. Zusammenschweißen schwimmender Schiffshälften | 7 Abb.                      | 56–59   |
| Dieter Flohr, Korvettenkapitän      | Von Anker bis Zahnrad. Die Laufbahnen und Verwendungen der Volksmarine | 11 Abb.                     | 60–65   |
| Hans-Joachim Gödicke                | Fischerei-Transporter. Neu in Aufgabenstellung und Konstruktion: Typ „Polar“ | 12 Abb.,1 Farbriss          | 66–76   |
| Günter Hähnel                       | Internationale Schiffstypen: Luxus-Kreuzfahrtschiff „Nordic Prince“ (Norwegen), Auto- und Passagierfährschiff „Prinsessan Desire“ (Schweden), Auto- und Passagierschiff „Eagle“ (England), Turbinentankschiff „Nisseki Maru“ (Japan), Turbinentankschiff „Synia“ (Norwegen), Motorfrachtschiff „Attica“ (Griechenland), Roll-on/roll-off-Schiff „Allunga“ (Australien), Auto-/Holz-Frachtmotorschiff „Pacific“ (Schweden), Massengutfrachtschiff „Universe Kure“ (USA), Fang- und Verarbeitungsschiff „Wostok“ (UdSSR), Fang- und Verarbeitungsschiff „Prometey“ (UdSSR), Flüssiggastankschiff „Roald Ammundsen“ (Norwegen), Forschungsschiff „Kosmonaut Juri Gagarin“ (UdSSR), Doppelrumpffährschiff „Ritsurin“ (Japan). | Je 1 Abb. mit Text          | 77–91   |
| Rolf Schönknecht                    | Für Erz und Getreide. Zur Spezialisierung der Massengut-Frachter | 3 Abb.,3 Schemas            | 92–98   |
| Manfred Marquardt                   | Fliegen oder Schwimmen. Container-Transport mit Großraumflugzeugen oder Schiffen? | 8 Abb., 3 Tab.              | 99–104  |
| Karl-Heinz Heller                   | Mit Volldampf in die Berge. Fahrgastschiffahrt im oberen Elbtal. | 8 Abb., 1 Karte             | 105–110 |
| Kurt Dressler                       | Über Ströme und Staussen. Impressionen von Wolga und Don | 8 Abb., 2 Karten            | 111–116 |
| Gerd Wulfrath                       | „Alter Hafen“ und „Warnowkai“. Fischereihafen Rostock | 8 Abb., 1 Skizze            | 117–123 |
| Reiner Weiss                        | Afrikafisch. Ein interessantes Fanggebiet der Hochseefischerei | 6 Abb., 2 Skizzen           | 124–129 |
| Wolfgang Rudolph                    | Binsenflöße und vernähte Planken. Wasserfahrzeuge im alten Schwarz-Afrika | 12 Abb., 1 Karte, 2 Skizzen | 130–139 |
| B.-D. Wesch                         | Schiffe auf Schachteln. Maritime Phillumenie | 1 Farbtaf.m.18 Abb.         | 140–141 |
| Peter Klug, Fregattenkapitän        | Rettende Lichter. Zur Entwicklung der Leuchttürme | 19 Abb., 2 Skizzen          | 142–152 |
| Wolfgang Rudolph                    | „Stopper los!“ Schiffstaufe im Wandel der Jahrhunderte | 9 Abb.                      | 153–159 |
| J.Micinski                          | „Dar Pomorza“ – Die Geschichte eines Segelschulschiffes. Übersetzt von Czeslaw Wojewodka | 11 Abb.                     | 160–166 |
| Joachim Ringelnatz                  | Gedicht: „Segelschiffe“ auf Umschlag-Vorder- und -rückseite (innen) |                             |         |

### Jahrbuch der Schiffahrt, Jg. 1974
Berlin 1973, hrsg. von Manfred Neumann
| Autor                                                        | Inhalt | Anmerkg.            | Seiten  |
| ------------------------------------------------------------ | --- | ------------------- | ------- |
|                                                              | Inhaltsverzeichnis |                     | 5       |
| Horst Schlimper                                              | Stellvertreter des Ministers für Verkehrswesen: 25 Jahre DDR – 25 Jahre sozialistische Verkehrspolitik | 5 Abb., 2 Tab.      | 6–10    |
| Manfred Schelzel                                             | Quo vadis? Entwicklungstendenzen der internationalen Seeverkehrswirtschaft | 1 Karte, 1 Schema   | 11–14   |
| Hans Obenaus                                                 | Fahrtgebiet Ostafrika. Drei Nationalstaaten und ihre Seehäfen | 6 Abb., 2 Kartenz.  | 15–20   |
| Jean-Pierre Dobler                                           | Chantiers francais. Die französische Schiffbauindustrie | 8 Abb.,2 Tab.       | 21–28   |
| Günter Bossow                                                | DSRK. Die DDR-Schiffs-Revision und Klassifikation | 9 Abb., 1 Diagr.    | 29–34   |
| Rolf Schönknecht                                             | Schiffe im Schiff. Möglichkeiten und Probleme der Bargecarrier | 6 Abb.,             | 35–40   |
| Jürgen Lüsch                                                 | Imposant – aber nicht problemlos. Containerterminals in kapitalistischen Seehäfen | 7 Abb., 3 Diagr.    | 41–47   |
| Jaques Thillard                                              | Frankreichs Basis für Superschiffe. Der Hafen Le Havre | 8 Abb., 1 Karte     | 48–53   |
| Manfred Bussler / Peter Ruddeck                              | Die treibende Kraft. Wirkungsweise und Herstellung von Schiffspropellern | 9 Abb., 3 Zeichn.   | 54–60   |
| Berthold W. Seemann                                          | Schaltkreise schalten schneller. Elektronische Rechentechnik auf Fracht- und Fischereischiffen | 4 Abb., 5 Skizzen   | 61–65   |
| Eberhard Flügel                                              | Kühlschrank auf See. Kältetechnik in Fischereischiffen | 8 Abb., 1 Diagr.    | 66–70   |
| R. Hiller, Fregattenkapitän u. W. Eckhardt, Fregattenkapitän | Ein tückischer Gegner. Die Minenwaffen im Seekrieg | 11 Abb.             | 71–76   |
| Edmund Saussenthaler                                         | Von Null bis viereinhalb Millionen. Die Entwicklung des Schiffbaus der DDR | 19 Abb.             | 77–86   |
| Reinhard Straub                                              | Schwimmende Brücke für Straße und Schiene. Fährschiff „Rügen“ | 1 Farbriss, 11 Abb. | 87–96   |
| Günter Hähnel                                                | Internationale Schiffstypen: Turbinentankschiff „Globtik Tokyo“ (England), Containerschiff „Tokyo Bay“ (England), Containerschiff „Nihon“ (Schweden), Teil-Containerschiff „Warnemünde“ (UdSSR), Luxus-Kreuzfahrtschiff „Royal Viking Star“ (Norwegen), Fahrgast- und Autofährschiff „Sun Flower“ (Japan), Fährschiff „Hans Gutzeit“ (Finnland), Roll-on/roll-off-Schiff „Barranduna“ (Schweden), Roll-on/roll-off-Schiff „Caribbean Progress“ (USA), Bananen-Containerschiff „Barranca“ (England), Massengutfrachtschiff „Stewart J. Cort“ (USA), Massengutfrachtschiff „Gröditz“ (DDR), Kühlschiff „Snow Storm“ (Schweden), Hecktrawler „Rokko Maru“ (Japan), Bohrschiff „Pelican“ (Frankreich). | Je 1 Abb. m. Text   | 97–112  |
| Werner Siegert                                               | Romantisch, aber gefährlich. Eisaufbruch auf Binnenwasserstraßen | 9 Abb., 1 Karte     | 113–117 |
| Monika Lang                                                  | Sport an Bord. Eine Möglichkeit sinnvoller Freizeitgestaltung | 8 Abb.              | 118–122 |
| Werner Keller                                                | Wetterberater. Die Seewetterdienststelle Warnemünde | 11 Abb.             | 123–128 |
| Hans-Joachim Lange                                           | Jubiläum auf Rügen. 25 Jahre VEB Fischkombinat Saßnitz | 10 Abb., 2 Karten   | 129–133 |
| Rudolf Welke                                                 | Noch einmal: Fischereitransporter. Die Kühl- und Transportschiffe „Lütten Klein“ und „Evershagen“ | 6 Abb., 1 Riss      | 134–139 |
| Henning Henningsen                                           | Hamlet-Schloß Kronborg. Das dänische Handels- und Seefahrtmuseum | 8. Abb., 1 Karte    | 140–144 |
| Wolfgang Rudolph                                             | Dschunkensegel, Sampandörfer und Drachenboote. Seefahrts- und Fischereitraditionen im Fernen Osten | 11 Abb., 3 Skizzen  | 145–152 |
| Heinz Werner / Jürgen Schmädicke                             | Schiffe mit Schaufelrädern. Zur Entwicklung des Schiffantriebs | 13 Abb.             | 153–159 |
| Dieter Vierus                                                | Von Rostock nach Veracruz | 16 Abb.             | 160–166 |

### Jahrbuch der Schiffahrt, Jg. 1975
Berlin 1974, hrsg. von Manfred Neumann
| Autor                                          | Inhalt | Anmerkg.                           | Seiten  |
| ---------------------------------------------- | --- | ---------------------------------- | ------- |
|                                                | Inhaltsverzeichnis |                                    | 5       |
| Huynh Tan Phat                                 | Haiphong – Tor der DRV. Die Seeschiffahrt der Demokratischen Republik Vietnam | 3 Abb.,1 Karte, 1 Tab.             | 6–10    |
| Hans Obenaus / Rainer Vogel                    | Häfen am Indik. Fahrtgebiet Pakistan – Indien – Bangladesch – Sri Lanka | 9 Abb., 2 Karten, 2 Tab.           | 11–18   |
| Uwe Grambow                                    | Partner Indien. Eindrücke eines DSR-Vertreters | 8 Ab., 2 Tab.                      | 19–23   |
| Peter Biebig                                   | Rasch – Rentabel – Reibungslos. 15 Jahre VEB Seehafen Rostock | 7 Abb., 2 Tab.                     | 24–27   |
| Jürgen Lüsch                                   | Umschlag ohne Kai und Kran. Be- und Entladeprobleme für Supertanker | 6 Abb., 1 Skizze, 4 Diagr.         | 28–33   |
| Peter Biebig                                   | Die Sechs Großen. Probleme der Seeverkehrswirtschaft Japans | 3 Abb., 1 Karte, 3 Tab.            | 34–39   |
| Klaus-Jürgen Dittmar                           | Hafen Aden. Südlicher Eingang zum Roten Meer | 7 Farbabb., 1 Karte                | 40–44   |
| Jörgen Haalck / Rudi Frenzel                   | In Sachen Seerecht. Die Gesellschaft für Seerecht der DDR und ihr Wirkungsbereich | 1 Abb., 1 Schema                   | 45–48   |
| K. Meurs / R. G. Mak                           | Trainieren durch Simulieren. Der Schiffsführungs- und Manöver-Simulator der niederländischen Schiffsversuchsanstalt in Wageningen | 5 Abb., 1 Zeichn.                  | 49–53   |
| Klaus Winkel                                   | Gewässerschutz. Die Tätigkeit der Staatlichen Gewässeraufsicht | 8 Abb.                             | 54–58   |
| H. Richter / H. Mohnke / H. Weil / H. Schuster | Ein Neuer aus Stralsund. Der Typ „Atlantik-SuperTrawler“ | 1Farbriss 8 Abb.                   | 59–66   |
| Walter Vollert / Torgny Thornström             | Schiffe aus Schweden. Die Werften der Sveriges Varvsindustriförening | 11 Abb., 1 Karte, 2 Skizzen,2 Tab. | 67–74   |
| Hans Theremin                                  | 30.000 PS und mehr. Schiffsantriebsanlagen großer Leistung | 1 Tab., 13 Zeichn.                 | 75–81   |
| Rolf Schönknecht                               | Tiefkalt und flüssig. Tanker für den Erdgastransport | 6 Abb., 9 Zeichn.                  | 82–87   |
| Günter Hähnel                                  | Internationale Schiffstypen: Auto- und Passagierschiff „Marimo“ (Japan), Fahrgast- und Autofährschiff „Bore I“ (Finnland), Containerschioff Typ „Mercur“ (UdSSR), Massengutfrachtschiff „Kinokuni Maru“ (Japan), Erz/Öl-Frachtschiff „Svealand“ (Schweden), Stückgutfrachtschiff „Rostock“ (UdSSR), LAHS-Schiff „Delta Mar“ (USA), Roll-on/roll-off-Trailerschiff „Lurline“ (USA), Roll-on/roll-off-Schiff „Baltic Enterprise“ (England), Tankschiff „Esso Brisbane“ (USA), Fischereiforschungsschiff „Professor Siedlecki“ (Polen), Eisbrecher „Ale“ (Schweden), Feuerlöschboot „Järven“ (Schweden), Versorgungsschiff „Nicolaiturm“ (BR Deutschland), Halbtauchende Bohrinsel „Aker H-3“ (Norwegen) | je 1 Abb. m. Text                  | 88–103  |
| Czeslaw Wojewodka                              | Nordhafen. Der Ausbau des Hafens Gdańsk | 11 Abb., 1 Karte                   | 104–110 |
| Kurt Rös                                       | Ostseefischerei. Die See- und Küstenfischerei der DDR | 8 Abb., 1 Karte, 2 Diagr.          | 111–116 |
| Ryszard Maj                                    | Fischerei beim Nachbarn. Ein Bericht aus der Volksrepublik Polen | 10 Abb.,1 Karte, 5 Tab.            | 117–124 |
| Horst Westphal Fregattenkapitän                | Alarm zum Raketenangriff. Notizen von einer Übung der sozialistischen Ostseeflotten | 7 Abb.                             | 125–129 |
| Arno Schweitzer                                | Die „Weißen Havelschwäne“. Fahrgastschiffahrt auf den Potsdamer Havelseen | 6 Abb., 1 Karte                    | 130–135 |
| Heinz Wehner                                   | „Retschnoj transport“. Ein Überblick über die Binnenschiffahrts-Entwicklung der UdSSR | 8 Abb., 1 Karte                    | 136–143 |
| Wolfgang Rudolph                               | Wikinger des Pazifik. Schiffahrt und Fischerei in der Südsee | 9 Abb., 1 Karte                    | 144–150 |
| Albert Lenz                                    | Technik und Schönheit. Binnenwasserstraße und Landeskultur | 7 Farbabb.                         | 151–154 |
| Frank Ihlow                                    | Weiße Segel vor Warnemünde. Impressionen von der Ostseewoche | 9 Abb., dar. 7 Farbabb.            | 155–157 |

### Jahrbuch der Schiffahrt, Jg. 1976
Berlin 1975, hrsg. von Manfred Neumann
| Autor                                | Inhalt | Anmerkg.                          | Seiten  |
| ------------------------------------ | --- | --------------------------------- | ------- |
|                                      | Inhaltsverzeichnis                                                                                           |                                   | 5       |
| Bernd Möller / Willi Tamm            | Gemeinsam auf allen Meeren. Die Zusammenarbeit zwischen der DDR und der UdSSR auf dem Gebiet des Seeverkehrs | 12 Abb., 2 Tab.                   | 6–13    |
| Peter Biebig                         | Weltseehäfen. Probleme der Hafenstatistiken                                                                  | 1 Karte, 8 Tab., 1 Schema         | 14–19   |
| Hans Obenaus / Rainer Vogel          | Zwischen Indik und Pazifik. Fahrtgebiet Südostasien                                                          | 6 Farbabb.,2 Karten               | 20–28   |
| Kjell Svensson, Schweden             | Göteborg. Skandinaviens größter Nordseehafen                                                                 | 7 Abb., 1 Karte                   | 29–34   |
| Rolf Schönknecht / Jürgen Lüsch      | Größer und rentabler. Schwerguttransporte über See                                                           | 6 Abb.                            | 35–40   |
| MR Heinz Ebert                       | Für die Gesundheit des Seemannes. Gemeinsame schiffahrtsmedizinische Forschung DDR - UdSSR                   | 7 Abb.                            | 41–44   |
| Klaus-Jürgen Nehmzow                 | Zählen, Wägen Messen. Ladungskontrolle in Seehäfen                                                           | 8 Abb.                            | 45–49   |
| Klaus-Dieter Schepull                | Transportkoordinator. Die SeehafenSpedition im VEB Deutrans                                                  | 5 Abb., 1 Schema                  | 50–54   |
| Horst Westphal, Fregattenkapitän     | Auf U-Boot-Jagd. Unterseeboot-Jäger „Perleberg“ der Volksmarine auf Gefechtskurs                             | 7 Abb.                            | 55–60   |
| Edgar Bengelsdorff                   | DCXW und DHVH. Die ozeanologischen Forschungsschiffe der DDR und ihre Aufgaben                               | 7 Abb., dar. 4 Farbabb.           | 61–65   |
| Max-Friedrich Krebs                  | Die Werft im Gebirge. Schiffbau um Thüringer Wald                                                            | 3 Abb.                            | 66–68   |
| Istvan Kovacs, Ungarn                | Flußfahrgastschiffahrt. Die Weiße Flotte von Budapest                                                        | 1 Farbk., 9 Abb., dar. 4 Farbabb. | 69–75   |
| Wolfgang Althof                      | Containerhaie. Giganten im kapitalistischen Containergeschäft                                                | 7 Abb., 2 Risse                   | 76–82   |
| Fritz Schultz                        | Wie fängt man den Fisch? Geräte, Methoden, Fahrzeuge – eine Übersicht                                        | 3 Abb., 6 Zeichn.                 | 83–90   |
| Hans-Joachim Fischer / Harry Reichel | Knotenlose Flechtnetze. Eine neue Qualität für Fischereinetze                                                | 8 Abb.                            | 91–95   |
| E.Danchkweardt                       | Die „Lenkung“ des Schiffes. Arten und Wirkungsweise von Rudern                                               | 5 Abb., 5 Zeichn.                 | 96–99   |
| Jerzy Bogdanowicz, Polen             | OBO, LPG und Ro/ro. Neuentwicklungen des polnischen Schiffbaus                                               | 8 Abb., 4 Risse                   | 100–105 |
| Friedrich-Wilhelm Jenckel            | Schwimmendes Hotel. Binnenfahrgastschiff „Wladimir Iljitsch“                                                 | 10 Abb. 1 Farbriss                | 106–115 |
| Gerd Peters, Kapitän                 | Gratulanten unter Segel. Die Operation Sail 1974                                                             | 10 Abb.                           | 116–122 |
| Detlev Ellmers                       | Mit Ruheplatz für Veteranen. Das Deutsche Schifffahrtsmuseum in Bremerhaven                                  | 7 Abb.                            | 123–127 |
| Heinz Wehner                         | Robert Fulton. Der Beginn der Dampfschiffahrt                                                                | 6 Abb.                            | 128–131 |
| Peter Block, Kapitän                 | Wider die Ölpest. Seeschiffahrt und Meeresverschmutzung                                                      | 4 Abb., 9 Risse, 2 Zeichn.        | 132–137 |
| Werner Schmidtke                     | Wirtschaftszentrum zwischen Wüste und Marschen. Basra                                                        | 7 Abb., dar. 4 Fa., 1 Karte       | 138–142 |
| Joachim Winde                        | Binnenschiffahrtsstatistik. Die Binnenfrachtschiffahrt der DDR                                               | 6 Abb., 3 Tab., 1 Diagr.          | 143–149 |
| Wolfgang Rudolph                     | Vorkolumbianische Reminiszenzen. Boote und Flöße der Eskimo und Indianer Alt-Amerikas                        | 9 Abb.                            | 150–155 |
| Dieter Förster                       | Von Ghazaouet nach Skikda: Streifzug entlang der algerischen Küste                                           | 12 Farbabb., 2 Karten             | 157–164 |

### Jahrbuch der Schiffahrt, Jg. 1977
Berlin 1976, hrsg. von Manfred Neumann
| Autor                              | Inhalt | Anmerkg.                    | Seiten  |
| ---------------------------------- | --- | --------------------------- | ------- |
|                                    | Inhaltsverzeichnis |                             | 5       |
| Heinz Rentner                      | Stellvertreter des Ministers für Verkehrswesen: Auf Kurs in die achtziger Jahre. Die Seewirtschaft der DDR nach dem IX. Parteitag der Sozialistischen Einheitspartei Deutschlands (SED) | 11 Abb.                     | 6–10    |
| Eduard Zimmermann                  | Stellvertreter des Generaldirektors des VEB Kombinat Seeverkehr und Hafenwirtschaft: Menschen und Schiffe unserer Flotte. 25 Jahre VEB 0Deutfracht/Seereederei | 2 Porträts 3 Abb.,. 1 Tab.  | 11–14   |
| Rolf Schönknecht                   | Odessa – Batumi. Auf der Hauptstraße des Schwarzen Meeres | 12 Farbabb., 1 Karte        | 15–21   |
| Jean-Louis Horn                    | Von Massalia bis Fos. Hafen Marseille | 7 Abb., 2 Kartenz.          | 22–28   |
| Hans Gatzer                        | Wieder Schiffe durch die Wüste. Der Suezkanal – Probleme und Perspektiven | 2 Abb., 2 Diagr.,           | 29–33   |
| Lothar Foß, Kapitän                | DDR-Flottenstatistik. Die Veränderungen der Handelsflotte in Zahlen | 2 Abb., 5 Tab.              | 34–38   |
| Hartmut Kroh                       | Kasko für Schiffe. Schadensregulierung und -verhütung in der Seeschiffahrt | 7 Abb., 1 Tab.              | 39–44   |
| Dieter Schwarz                     | „haben Seehund an bord+…“. Seeleute als Tierpfleger und Biologen | 9 Abb., 1 Tab.              | 45–49   |
| Erich Dietrichs / Albert Lenz      | Geneigte Ebenen. Schiffshebeanlagen für die Binnenschiffahrt | 13 Abb., 3 großf. Tab.      | 50–58   |
| Reinhard Straub                    | Levantefrachter in Großserie. Typ „Poseidon – 271“ des VEB Schiffswerft „Neptun“ Rostock | 10 Abb., 1 Farbriss         | 59–66   |
| Wolfgang Althof / Manfred Schelzel | Auflieger. Arbeitslose Schiffe | 2 Abb., 1 Schema            | 67–69   |
| Günther Hähnel                     | Typen und Tendenzen. Aus dem internationalen Schiffbau. Beispiele: Atomeisbrecher „Arktika“ (UdSSR), Eisbrecher „Jermak“ (Finnland, UdSSR), Tanker „Küsla“ (Finnland), Tanker „Krim“ (UdSSR), Methantanker „LNG Challenger“ (Norwegen), Stückgutfrachter „Nikolai Shukow“ (UdSSR), OBC-Frachter „Bella Coola“ (DDR, Schweden), Ro/ro-Schiff „Akademik Tupolew“ (Frankreich, UdSSR), Leichter-Transportschiff „Bacat 1“ (Dänemark), Schwerguttransportschiff „Starman“ (England), Fahrgastschiff „Belorussia“ (Finnland, UdSSR), Auto- und Passagierfähre „Prinsessan Birgitta“ (Finnland, Schweden), Tragflächenboot „Jetfoil 929“ (USA), 3000-Mp-Schwimmkran „Musashi“ (Japan). | Je 1 Abb. m. Text, 4 Tab.   | 70–78   |
| Erich Danckwardt / Jürgen Lüsch    | Polarschiffahrt. Ökonomisches und Technisches über Polarfrachtschiffe | 2 Abb., 1 Karte, 6 Risse    | 79–84   |
| Günter Miers, Kapitän              | Eis in der Ostsee. Ursachen, Auswirkungen, Gegenmaßnahmen | 8 Abb.                      | 85–89   |
| Gerd Peters, Kapitän               | „Hol durch die Schoten“. Segelschulschiffe einst und jetzt | 11 Abb.                     | 90–95   |
| Dietrich Strulik                   | Rifffische. Zusammenarbeit zwischen Seeleuten und Museologen | 9 Farbab.                   | 96–102  |
| Wilfried Holm / Egon Seidlitz      | Partner an Land – Partner auf See. Die Zusammenarbeit sozialistischer Länder in der Hochseefischerei | 5 Abb., 4 Schemas           | 103–107 |
| Josef Engelhardt                   | Fischende Facharbeiter. Berufsausbildung in der Hochseefischerei | 10 Abb., 1 Schema           | 108–114 |
| Fritz Schultz                      | Fischverhalten. Unterwasserbeobachtung an geschleppten Fanggeräten | 7 Abb., 1 Zeichn.           | 115–119 |
| Klaus Peter Krempien               | Hochseefischer und ihr „Doc“. Plaudereien eines Schiffsarztes | 10 Abb.                     | 120–125 |
| Czeslaw Wojewodka                  | „Zegluga Gdanska“. Die Weiße Flotte in der Bucht von Gdańsk | 13 Abb., dar. 7 Fa. 1 Karte | 126–132 |
| Christian Knoll / Joachim Winde    | Melnik – Magdeburg. Menschen und Schiffe auf der Elbe | 9 Abb., 1 Karte             | 133–139 |
| Horst Westphal, Fregattenkapitän   | „Schiff klar zur Anlandung!“ Landungsschiffe im Einsatz | 8 Abb.                      | 140–144 |
| Rudolf Schemainda                  | Upwelling. Forschungen vor Nordwestafrika | 3 Diagr.                    | 145–148 |
| Heinz Wehner                       | Isambard Kingdom Brunel. Der Konstrukteur des ersten Riesendampfers | Great Eastern, 8 Abb.       | 149–154 |
| Frank Ihlow                        | Zwischen Wind und Wellen. Seesegeln in Wort und Bild | 7 Farbabb.                  | 155–158 |

### Jahrbuch der Schiffahrt, Jg. 1978
Berlin 1977, hrsg. von Manfred Neumann
| Autor                                          | Inhalt | Anmerkg.                   | Seiten  |
| ---------------------------------------------- | --- | -------------------------- | ------- |
|                                                | Inhaltsverzeichnis |                            | 5       |
| Ivo Scholz                                     | Schiffahrtskonferenzen heute. Code of Conduct | 5 Abb., 1 Schema           | 6–11    |
| Peter Biebig / Jürgen Lüsch                    | Der Riese an der Warnow. Schüttgutumschlag im Wandel | 9 Abb., 2 Zeichn.          | 12–18   |
| Oleg Konstantinowitsch Tomas, UdSSR            | Heimathafen Odessa. Die sowjetische Schwarzmeer-Seereederei | 7 Farba.                   | 19–24   |
| D. Popw / A. Mircev                            | Werften am Goldenen Strand. Schiffbau in der Volksrepublik Bulgarien | 8 Abb., 2 Tab.             | 25–31   |
| Wolfgang Althof / Jürgen Lüsch                 | Transporte für die Meeresnutzung | 7 Abb., 1 Karte            | 32–37   |
| Andry Danitz / Michael Bellmann                | Sekundanten der Schiffahrt. Zur Technischen Flotte | 6 Abb.                     | 38–42   |
| Erich Danckwardt                               | Mädchen für alles. Schlepper | 7 Abb., 6 Risse            | 43–49   |
| Rolf Schönknecht / Jürgen Goldammer            | Elegant und kühl. Schiffe für Bananen und Fleisch | 12 Abb.                    | 50–57   |
| Ralf Weichelt / Hans-Dieter Drung              | Serie der Freundschaft. See-Eimerkettenschwimmbagger für die Sowjetunion und die DDR | 11 Abb.,1 Farbriss, 2 Tab. | 58–67   |
| Peter Biebig / Jürgen Lüsch / Rolf Schönknecht | Sind die Ölpreise schuld? Weltschiffbau und Seeverkehr 1976/77 Schiffstypen: 550.000-t-Tanker „Batillus“ (Frankreich), 323.000-t-Turbinentanker „Neiva“ (Portugal), 125.000 m³- LNG-Tanker „Hilli“ (USA), Vollcontainerschiff „Chudoshnik Schukow“ (UdSSR), Vollcontainerschiff „Columbus Victoria“ (BRD), Autotransporter „Don Carlos“ (Finnland), 22.690-t-Ro / ro-Schiff „Komsomolsk“ (UdSSR), Auto- und Personenfährschiff „Kronprins Harald“ (Norwegen) | Je 1 Abb. m. Text, 3 Tab.  | 68–79   |
| Joachim Winde / Christian Knoll                | Effektiver und ökonomischer. Das verlängerte Binnenmotorgüterschiff | 7 Abb. 1 Tab.              | 80–84   |
| Günther Brandenburger, Kapitän                 | Von Lehnitz nach Szczecin. Tagebuchnotizen von einer Sechstagefahrt mit der „Spree“ | 12 Abb., 1 Karte           | 85–91   |
| Dieter Flohr, Fregattenkapitän                 | Wege zum Leutnant. Auf Besuch in der Offiziershochschule „Karl Liebknecht“ der Volksmarine | 11 Abb., dar. 6 Farbabb.   | 92–99   |
| Otto Bönisch                                   | Vollmatrose der Handelsschiffahrt. Berufsausbildung in der Handelsflotte der DDR | 14 Abb., 1 Schema          | 100–108 |
| Norbert Trotz                                  | Rechtsnormen auf See. Seerecht und neues Seehandelsschiffahrtsgesetz der DDR | 2 Schemas                  | 109–112 |
| Otto Rechlin                                   | Ein geschichtliches Brackwassermeer. Zur Fischereiforschung in der Ostsee | 5 Abb., 2 Zeichn.          | 113–117 |
| Peter Pretzsch                                 | Was geschieht mit dem Fisch nach dem Fang? Fischbearbeitung, Fischkonservierung, Fischverarbeitung – eine Übersicht | 8 Abb., 4 Schemas          | 118–124 |
| Johannes Lachs, Museumsdirektor                | Wiedereröffnet. Schiffahrtsmuseum Rostock | 9 Abb.                     | 125–131 |
| Heinz Wehner                                   | Johann Andreas Schubert – Sein Wirken für die Elbedampfschiffahrt | 6 Abb.                     | 132–138 |
| Gernot Eschenburg                              | 75 Jahre Warnemünde – Gedser. Geschichte und Technik einer Eisenbahnfährverbindung | 10 Abb., 2 Diagr., 2 Tab.  | 139–147 |
| Klaus-Dietrich Fischer                         | Arzneikisten. Die Schiffsapotheke im Wandel der Zeiten | 11 Abb.                    | 148–154 |
| Wolfgang Rudolph                               | Seemannslaben – Seemannsschicksale. Aus alten Briefen von Fahrensleuten | 4 Abb.                     | 155–159 |
| Rudolf Krarner                                 | Erlebnisse des Werner Vogler. Aus dem Leben eines Schlepperkapitäns | 9 Abb.                     | 160–165 |

### Jahrbuch der Schiffahrt, Jg. 1979
Berlin 1978, hrsg. von Manfred Neumann
| Autor                                          | Inhalt | Anmerkg.                    | Seiten  |
| ---------------------------------------------- | --- | --------------------------- | ------- |
|                                                | Inhaltsverzeichnis |                             | 5       |
| Manfred Scholze                                | Sekretär der Bezirksleitung Rostock der SED: Die Seewirtschaft der DDR im dreißigsten Jahr der Wiederkehr der Gründung unserer sozialistischen Republik | 18 Abb.                     | 6–13    |
| Peter Biebig                                   | Standorte an vielen Meeren. Sowjetische Seehäfen | 9 Abb. 2 Schemas 7 Lagepl.  | 14–23   |
| Jürgen Lüsch                                   | Güter nach Maß im Seeverkehr. Rationalisierung des Transports und Umschlags von Stückgut | 9 Abb.                      | 24–29   |
| Bram Evans, England                            | Großbritanniens Größter: Hafen London | 6 Abb., 2 Lagepl.           | 30–36   |
| Tom Prent, Norwegen                            | Schiffbau in Fjorden. Die norwegische Schiffbauindustrie | 8 Abb., 1 Karte             | 37–44   |
| Wilhelm Ehm, Admiral                           | Stellvertreter des Ministers für Nationale Verteidigung der DDR und Chef der Volksmarine: Die Seekriegsflotte heute. Ihre Rolle, Aufgaben und Entwicklungstendenzen | 11 Abb.                     | 45–52   |
| Heinz Wehner                                   | „A big game of bluff“. Zur Frühgeschichte der internationalen Monopolorganisationen der Seeschiffahrt | 10 Abb.                     | 53–60   |
| Rolf Schönknecht                               | Rollende Güter. Entwicklung im Bau und Einsatz von Ro/ro-Schiffen | 9 Abb., 1 Riss              | 61–67   |
| Siegfried Wodetzki                             | Für Packeis und Polarnacht. Polarschiffe vom Typ UL – ESC aus dem VEB Warnowwerft Warnemünde | 11 Abb., 1 Farbriss, 2 Tab. | 68–77   |
| Klaus Kuberski / Timm Stütz                    | Tendenz planmäßig und vorbeugend. Werftreparatur von Seeschiffen | 13 Abb.                     | 78–85   |
| Karl Namokel / Ulrich Brüggmann                | Facharbeiter von morgen. Die Berufsausbildung im Schiffbau | 9 Abb., 1 Schema            | 86–92   |
| Czeslaw Wojewodka                              | Schwimmende Schulen. Ausbildungsschiffe in der VR Polen | 10 Abb.                     | 93–99   |
| Erwin Seppelt                                  | Rettung aus Seenot. Die DDR erfüllt eine humanistische Pflicht | 8 Abb., 3 Zeichn.           | 100–109 |
| Eberhard Peter                                 | Hilfe beim Überleben. Rettungsmittel aus der Sicht des Schiffsmedizieners | 3 Diagr.                    | 111–112 |
| Hartmut Kroh                                   | „No Cure – No Pay“. Probleme der Bergung und Hilfeleistung in der Seeschiffahrt | 6 Abb.                      | 113–118 |
| Peter Biebig / Jürgen Lüsch / Rolf Schönknecht | Weltseewirtschaft 1977/1978. Entwicklungstendenzen und Schiffstypen: 1.600-t-Binnenfrachtschiff CBK 340 (DDR/UdSSR), 33.010-t-Schwerfutschiff „Stahleck“ (BR Deutschland), 17.075-t-Ro/ro-Frachter „Rabenfels“ (BR Deutschland), 32.000-t-Tanker „Fossarina“ (Niederlande), 2.000-t-Bohrinselversorger „Anglia Shore“ (England), 11.458-t-Autotransporter „Toyota No. 23“ (Japan/Liberia), Schwergut-Transportschiff „Gloria Virentium“ (Niederlande), 33.700-t-Containerschiff „Australian Venture“ (Australien), Hochseeschlepper „Sturmvogel“ (DDR) | Je 1 Abb. m. Text           | 19–130  |
| Joachim Winde                                  | Erholsame Stunden auf dem Wasser. Neue Binnenfahrgastschiffe aus der DDR-Produktion | 4 Abb.                      | 131–134 |
| Dietwart Nehring / Eberhard Francke            | Ein Meer unter Kontrolle. Forschungsobjekt Ostsee | 9 Abb., 1 Karte,2 Schemas   | 135–138 |
| Joachim Nolte                                  | Sonnenuntergang auf See. Meteorologische Interpretation von Abendstimmungen | 8 Farbaufn.                 | 139–141 |
| Wolfgang Röpert / Eberhard Götze               | Fischzählung in der Ostsee. Einschätzung von Nutzfischbestanden auf der Basis von Hydroakustik und Rechentechnik (ENAHR) | 7 Abb., 3 Skizzen           | 142–147 |
| Gerd Peters, Kapitän                           | 15 Generationen im Dienste der Seeschiffahrt. Schiffercompagnie Stralsund | 9 Abb.                      | 148–153 |
| Kazimierz Igielski, Polen                      | Zegluga Szczecinska. Die Weiße Flotte an der polnischen Westküste | 12 Abb.,1 Karte             | 154–161 |
| Gerhard Martens                                | Vorhafen Warnemünde. Notizen aus Geschichte und Gegenwart | 10 Abb.                     | 162–167 |

### Jahrbuch der Schiffahrt, Jg. 1980
Berlin 1979, hrsg. von Lothar Hitziger
| Autor                             | Inhalt | Anmerkg.                   | Seiten  |
| --------------------------------- | --- | -------------------------- | ------- |
|                                   | Inhaltsverzeichnis |                            | 5       |
| Czelslaw Wojewodka                | Fakten und Tendenzen. Der Seeverkehr der RGW-Länder | 11 Abb., 3 Tab.            | 6–15    |
| Manfred Marquardt                 | Der Handel mit dem Heimathafen. Spekulationen mit Schiffen und Flaggen im kapitalistischen Seeverkehr | 5 Abb.,6 Tab.              | 16–21   |
| Wolfgang Althof                   | Das Ende einer Ära. Fahrgastschiffahrt im Wandel | 5 Abb., 3 Tab.             | 22–28   |
| Manfred Bonacker                  | Binnenland ahoi! Seewärtige Außenhandelstransporte der CSSR | 7 Abb. dar. 4 Farba.       | 29–34   |
| Dietrich Strulik                  | Bilder aus dem Bordleben. Freizeit des Seemannes auf hohem Niveau | 14 Abb., dar. 7 Fa.        | 35–38   |
| Peter Biebig                      | „Hiev up!“ Die DDR - Seehäfen | 8 Abb., 3 Karten, 2 Diagr. | 39–46   |
| Lothar Foß, Kapitän               | DDR-Handelsflotte. Die universelle Flotte im Blickpunkt | 8 Abb., 11 Tab.            | 47–60   |
| Peter Biebig                      | Seehäfen an der Weser. Bremische Häfen | 6 Abb., 3 Lagepl., 3 Tab.  | 61–67   |
| Horst Kühnler                     | Magnetisch Nord. Der Magnetkompass gestern und heute | 14 Abb., 2 Zeichn.         | 68–76   |
| Claus Rothe                       | Nicht nur für Urlauber. „Weiße Flotte“ Stralsund | 6 Abb., 6 Risse, 1 Karte   | 77–82   |
| Peter Biebig / Uwe Laue           | Weltseewirtschaft 1978/1979. Entwicklungstendenzen und Schiffstypen: Fischerei-Kühlschiff „Typ Kristall“ (DDR, UdSSR), Versorgungsschiff MS „Kaubturm“ (BRD), Ro/ro-Schiff „Merzario Persia“ (Liberia), Fahrgastschiff „Frisia II“ (BR Deutschland), Bulkcarrier „Columbialand“ (Schweden), Kabelleger „Inguri“ (UdSSR), Eisenbahnfährschiff „Geroite na Odessa“ (Bulgarien), Großtanker „Nanny“ (Schweden), Containerschiff „Transvaal“ (BR Deutschland) | Je 1 Abb. m. Text, 7 Tab.  | 83–93   |
| Günter Bossow                     | Wirksam über Ländergrenzen. Die DSRK international | 12 Abb.                    | 94–100  |
| Alfred Köpcke                     | Holz, Stahl, Beton – und dann? Schiffbaumaterialien im Wandel der Zeiten | 13 Abb.                    | 101–109 |
| Vincent Rogosch                   | C B K. Containerschiff für die Binnen- und Küstenfahrt | 11 Abb.,1 Farbriss         | 110–118 |
| Alan Hjorth Rasmussen, Dänemark   | Wissenschaft am Wattenmeer. Das Fischerei- und Seefahrtsmuseum zu Esbjerg | 9 Abb.                     | 119–123 |
| Willi Kühn                        | Nahrungsquelle Meer. Die Nutzung biologischer Meeresressourcen | 7 Abb., 3 Schemas          | 124–128 |
| Heinz Wehner                      | Turbinia. Charles Algernon Parsons – der Begründer der Turbinenschiffahrt | 7 Abb.                     | 129–133 |
| Friedrich Seibicke                | Notizen zu einem Schiffstagebuch. Aus der Arbeit eines Vollmatrosen | 12 Abb.                    | 134–141 |
| Lothar Hitziger / Gerhard Martens | Segeln um Sieg und Platz. Internationale Ostseeregatten vor Warnemünde | 13 Abb.                    | 142–146 |
| Joachim Winde / Christian Knoll   | Auf Flüssen und Meeren. See-Binnenschiffe im Ost- und Nordseeraum | 6 Abb., 1 Karte            | 147–153 |
| o. V.                             | Inhaltsverzeichnis Jahrbuch der Schiffahrt 1961 – 1980 |                            | 154–156 |

### Jahrbuch der Schiffahrt, Jg. 1981
Berlin 1980, hrsg. von Lothar Hitziger
| Autor                                         | Inhalt | Anmerkg.                      | Seiten  |
| --------------------------------------------- | --- | ----------------------------- | ------- |
|                                               | Inhaltsverzeichnis |                               | 5       |
| Klaus Kuberski / Timm Stütz / Gerhard Meinsen | Ein Beispiel sozialistischer ökonomischer Integration. Schiffsreparaturen für die DDR und die VR Polen | 7 Abb., 1 Karte, 1 Tab.       | 6–12    |
| Cezlaw Wojewodka, Polen                       | Handelstor an Oder, Haff und Ostsee. Die Hafengruppe Szczecin – Świnoujście | 15 Abb., 3 Karten             | 13–22   |
| Pekka Saarto, Finnland                        | Wasserwege binnen und buten. Der Schiffsverkehr in der finnischen Volkswirtschaft | 9 Abb., 3 Karten              | 23–34   |
| Peter Biebig / Hans Obenaus                   | Ein Pfeiler der Freundschaftsbrücke. Riga und sein Seehafen | 9 Abb., 1 Karte               | 35–41   |
| Alfred Lindenau                               | Direktor des Flottenbereiches Nord-.Ostsee des VEB Deutsche Seereederei: Vom Binnenstaat zur See. Der seewärtige Außenhandel der UVR und die Seewirtschaft der DDR | 6 Abb.                        | 42–45   |
| Wolfgang Althof / Detlef Stübe                | Maßgeschneidert oder von der Stange. Alternativen im Seetransport | 12 Abb., 3 Schemas            | 46–53   |
| Longin Sieradzki                              | Superseiner B 406. Neue Maßstäbe in der Ringwadenfischerei | 5 Abb., 1 Riss                | 54–58   |
| Hans-Joachim Fischer                          | Von echten und von falschen Thunen. Arten, Verbreitungsgebiete, Bestände und Fangverfahren | 1 Karte, 1 Schema             | 59–61   |
| Peter Heiner                                  | Eiweiß aus dem Meer. Krill | 8 Abb.                        | 62–67   |
| Alfred Köpcke                                 | Sonderzeichen am Bug. Das Querstrahlruder | 3 Abb., 3 Zeichn.             | 68–72   |
| Rainer Hoffmann                               | Produktion auf dem Meer. Schwimmende Fabriken | 5 Abb., 9 Zeichn.             | 73–79   |
| Peter Biebig / Uwe Laue                       | Welktseewirtschaft 1979/1980. Entwicklungstendenzen und Schiffstypen: Hochseeleichter „P 10“ (BRD), Leichterträger „Julius FDucik“ (UdSSR), MS „Skaugran“ (Norwegen), Binnenfahrgastschiff „Anton Chekhov“ (UdSSR), Fährschiff „Dana Anglia“ (Dänemark), Polareisbrecher „Kapitan Nikolayev“ (UdSSR), See-Binnenschiff „Rheintal“ (BRD), Rohrlege- und Kranschiff ETPM 601 (USA), Saugbagger „Nordsee“ (BRD), Tankschioff „Polytrader“ (Norwegen), Schwergutschiff „Stakhanovets Kotov“ (UdSSR), Stückgutfrachtschiff „Typ Neptun“ (DDR) | je 1 Abb. m. Text             | 80–95   |
| Dietrich Lesener / Egon Seidlitz              | Der Kies liegt im Wasser. Zur Geschichte der Sand- und Kiesgewinnung an der DDR-Ostseeküste | 6 Abb., 3 Tab.                | 96–101  |
| Dieter Herold                                 | Ein Neuer aus der Warnowwerft. Semicontainerschiff Typ Monsun | 5 Abb., 1 Farbriss, 1 Schnitt | 102–108 |
| Hans Beyer, Fregattenkapitän                  | Matrosen meistern neue Technik. Aktuelle Probleme der Mensch-Technik-Beziehung an Bord moderner Kampfschiffe | 12 Abb.                       | 109–116 |
| Heinz-Jürgen Marnau                           | Hallo, Chief. Das Berufsbild des Leitenden Technischen Offiziers in der Handelsflotte der DDR. | 11 Abb.                       | 117–123 |
| Frank Ihlow                                   | Segeln auf dem Brett. Wellenreiten, Wasserskilaufen und Segeln in einem | 10 Abb.                       | 124–129 |
| Dietrich Strobel                              | Nestor der DDR-Seewerften. 130 Jahre Schiffswerft Neptun Rostock | 6 Abb.                        | 130–133 |
| Heinz Wehner                                  | Vorläufer und Auflieger von heute. Schiffahrt im Strudel der Wirtschaftskrise 1929 bis 1933 | 5 Abb., 6 Diagr.              | 134–140 |
| Erwin Lampe                                   | Bris krumm – krumm Bris …! Ein Stück Geschichte der Binnenschiffahrt | 9 Federz.                     | 141–148 |
| Fabien Courtaud, Frankreich                   | Galeeren, Clipper und Fregatten. Das Marine-Museum in Paris | 9 Abb.                        | 149–154 |
| Dietrich Strulik                              | Landgangs-Impressionen | 10 Abb.                       | 155–160 |

### Jahrbuch der Schiffahrt, Jg. 1982
Berlin 1981, hrsg. von Lothar Hitziger
| Autor                                    | Inhalt | Anmerkg.                            | Seiten  |
| ---------------------------------------- | --- | ----------------------------------- | ------- |
|                                          | Inhaltsverzeichnis |                                     | 5       |
| Heinz Rentner                            | Stellvertreter des Ministers für Verkehrswesen: Auf klarem Kurs. Die Beschlüsse des X. Parteitages der SED und die Aufgaben der Verkehrszweige der Schiffahrt |                                     | 6–11    |
| Manfred Breuer                           | Europas blaue Straßen. Effektiver als Schiene und Chaussee | 7 Abb., 9 Karten, 2 Diagr.          | 12–22   |
| Günter Pohlandt                          | Museumsstreiflichter. Binnenschiffahrt auf Märkischen Wasserstraßen | 13 Abb., 7 Zeichn.                  | 23–29   |
| Günter Hepper / Max Oesau                | Gesetze, Normen, Konventionen. Seerecht in der Entwicklung | 5 Abb., 1 Zeichn.                   | 30–34   |
| Peter Heiner                             | Fisch von fernen Meeren. Tendenzen der industriellen Fernfischerei | 6 Abb., 4 Karten                    | 35–40   |
| Wulf-Heinrich Hahlbeck                   | Marine Aquakultur. Intensivhaltung von Fischen in den Küstengewässern | 5 Abb., 1 Zeichn.                   | 41–47   |
| Peter Block, Kapitän                     | Die Riesen sollen sauberer werden. Umweltschutzmaßnahmen auf Öltankschiffen | 4 Abb., 7 Zeichn., 3 Tab.           | 48–55   |
| Bruno Jenssen                            | UNCTAD und Handelsschiffahrt. Aufgaben und Aktivitäten, Resolutionen und Resultate, Ausblick | 1 Karte, 3 Schemas,2 Tab.           | 56–61   |
| Jürgen Vahle / H. P. Wolf                | Schiffbau unter dem Zuckerhut. Werften und Schiffe Brasiliens | 2 Zeichn. 2 Diagr.                  | 62–66   |
| Peter Biebig / Uwe Laue                  | Weltseewirtschaft 1980/1981. Entwicklungstendenzen und Schiffstypen; Fährschiff „Diana II“ (Schweden), Kühlcontainerschiff „New Zealand Caribbean“ (England), Eisbrechendes Mehrzweckschiff „Stroptivy“ (UdSSR), Container/Barge/Ro-ro-Schiff „Condock 1“ (BR Deutschland), Barge/Container-Frachter „Baco-Liner !“ (BR Deutschland), Gas- und Chemikalientanker „Osco Beduin“ (Norwegen), Kreuzfahrtschiff „Norway“ (Norwegen) | 7 Abb. m. Text                      | 86-77   |
| Egon Hammerschmied                       | Fünf am Indik. Die Seehäfen der Volksrepublik Mocambique | 7 Abb., 1 Karte, 2 Tab.             | 78–84   |
| Karl-Heinz Breitzmann / Doris Schoknecht | Flotten in der Flaute. Krisenzyklus der kapitalistischen Seeschiffahrt | 1 Abb., 2 Tab., 3 Diagr.            | 85–90   |
| Marbod Kießwetter / Rolf Spannaus        | Traditionsreich und engagiert. Die proletarische und internationale Solidarität in der Seeverkehrswirtschaft der DDR | 14 Abb.                             | 91–100  |
| Günther Brandenburger, Kapitän           | Zwischen Odessa und Batumi. Ein Seemann als Sehmann auf Kreuzfahrt | 16 Abb.                             | 101–107 |
| Timm Stütz                               | OLD LADY hart am Wind. Regatta mit Arbeitsbooten | 14 Abb.                             | 108–113 |
| Gerd Ahlgrimm / Timm Stütz               | … und allzeit gute Fahrt. Bilder aus der Geschichte der Schiffsreparatur | 18 Abb.                             | 14–122  |
| Eckard Moeck                             | Technische Diagnostik. Wege zum optimalen Schiffsmaschinenbetrieb. | 4 Abb., 8 Diagr.                    | 123–126 |
| Herbert Behncke / Fred Cravaack          | M B C. Ein Neuer der bewährten Mehrzweck-Frachtserie | 7 Abb., 1 Farbriss                  | 127–136 |
| Ulrich Scharnow / Helmut Risch           | Renaissance der Windjammer. Gedanken zur Nutzung des Windantriebes | 8 Abb., 9 Risse, 10 Diagr., 1 Karte | 137–148 |
| Helmut Ernst, Kapitän                    | Für und Wider. Ein Fahrensmann zum Frachtsegler in spe | 1 Abb.                              | 149–152 |
| Walter-Bruno Jüngel                      | Josef Ressel. Eine Erfinderpersönlichkeit | 6 Abb., 10 Zeichn.                  | 153–160 |

### Jahrbuch der Schiffahrt, Jg. 1983
Berlin, 1982, hrsg. von Lothar Hitziger
| Autor                                       | Inhalt | Anmerkg.            | Seiten  |
| ------------------------------------------- | --- | ------------------- | ------- |
|                                             | Inhaltsverzeichnis |                     | 5       |
| Manfred Schelzel                            | Mare liberum. Fleuten, Flugzeugträger und die Freiheit der Meere | 11 Abb.             | 6–13    |
| Manfred Radloff                             | Saimaan kanava. Linie der friedlichen Koexistenz | 10 Abb.             | 14–20   |
| Peter Biebig / Jorge Moral / Günther Süpner | Puertos cubanos. Entwicklung der kubanischen Hafenwirtschaft | 18 Abb., 5 Karten   | 21–31   |
| Rainer Crummenerl                           | Rendezvous im Nordatlantik. Mit dem „Bus“ zum Schichtwechsel | 13 Farbabb.         | 32–39   |
| Joachim Schwinzer                           | 30 Jahre VEB Deutfracht. Aufgaben und Entwicklung der DDR-Befrachtungsorganisation | 1 Abb.              | 40–41   |
| Jürgen Vahle / H. P. Wolf                   | Spekulation mit Schiffen. Schiffbau kapitalistischer Länder im Strukturwandel | 7 Abb., 4 Diagr.    | 42–48   |
| Georgi G. Georgieff, Bulgarien              | Zug um Zug. Erfahrungen auf der Fährlinie Varna – IIjhicovsk | 6 Abb.              | 49–52   |
| Wolfgang Sonntag                            | Gefriertrawler-Seiner „Atlantik 333“. Eine neue Fischereischiffsserie aus Stralsund | 18 Abb., 1 Farbriss | 52–63   |
| A. N. Rybnikow                              | Im Eispanzer. Expedition in die Gefahr | 6 Abb.              | 64–68   |
| Ruth Wolf                                   | Buddelschiffe. Museum für eine Flotte in Flaschen | 9 Abb.              | 69–71   |
| Fred-Rainer Großkopf                        | Streik auf 168 Schiffen. Arbeitskampf deutscher Seeleute im Oktober 1931 | 5 Abb.              | 72–77   |
| Dieter Flohr, Fregattenkapitän              | „Schwedt“ voll voraus. DDR-Städte und „ihre“ Schiffe | 6 Abb.              | 78–83   |
| Helmut Ernst, Kapitän                       | „Tovarishch“ Von der Wiedergeburt eines Segelschiffes | 11 Abb., 2 Skizzen  | 84–91   |
| Jürgen Rabbel                               | Seeunfälle vor 100 Jahren. Strandung der Bark „Georg Becker“ | 11 Abb., 1 Skizze   | 92–98   |
| F.Kulikowsky / R. Grundmann                 | Rettungsmittel. Technischer Stand und Tendenzen | 13 Abb., 2 Diagr.   | 99–107  |
| Josef Mertin                                | Koch, back up! Köche und Bäcker auf DSR-Schiffen | 9 Abb., 1 Tab.      | 108–112 |
| Manfred Breuer                              | Rationeller, sauberer, billiger. Elektrische Antriebe für die Binnenschiffahrt | 3 Abb.,8 Skizzen    | 113–117 |
| Rolf Schönknecht                            | Im Schubverband über See. Probleme und Möglichkeiten der Seeschubschiffahrt | 1 Zeichn.           | 118–121 |
| Alfred Köpcke                               | a la mode. Schiffsschornsteine im Wandel der Zeiten | 13 Abb.             | 122–126 |
| Hans Joachim Zeigert                        | Sympathie für Poseidon. Schnappschuß-Impressionen von MS „Luckenwalde“ | 9 Abb.              | 127–129 |
| Peter Biebig/Uwe Laue .                     | Weltseewirtschaft. Entwicklungstendenzen und Schiffstypen: Kabelleger „Emba“ (UdSSR), Containerschiff „Frankfurt Express“ (BR Deutschland), Greifer-Hopperbagger „Gaza“ (Irak), Eimerketten-Schwimmbagger „Skadowsk“ (UdSSR), Forschungsschiff „Akademik Mstislaw Keldysch“ (UdSSR), Fahrgast-Auto-Fähre „Viking Song“ (Finnland, Aland), Kranschiff „Biber 500“(BR Deutschland), Kreuzfahrtschiff „Europa“ (BR Deutschland), Schaftransporter „Al-Shuwaikh“ (Kuweit). | Je 1 Abb. m. Text   | 130–140 |
| Lutz Mohr                                   | Seestadt am Ryck. Streifzüge durch die maritime Geschichte Greifswalds | 17 Abb.             | 141–149 |
| Günter Lanitzki                             | Zeus, Demeter und andere. Antike Bronzestatuen aus dem Meer. | 14 Abb.             | 150–153 |
| V. A. Korobkow                              | Energiequelle Weltmeer. Verfahren, Projekte und Möglichkeiten maritimer Energietechnik | 12 Abb. 6 Schemas   | 154–164 |

### Jahrbuch der Schiffahrt, Jg. 1984
Berlin 1983, hrsg. von Lothar Hitziger
| Autor                                   | Inhalt | Anmerkg.                          | Seiten  |
| --------------------------------------- | --- | --------------------------------- | ------- |
|                                         | Inhaltsverzeichnis |                                   | 5       |
| Dietrich Strobel                        | Zwischen Reißbrett und Flaggenwechsel. Mit neuen Schiffstypen zu höherer Effektivität | 32 Abb.                           | 6–16    |
|                                         | Anlage: Tab. der Kooperationsbetriebe des Kombinats Schiffbau und Erzeugnisse ihres Lieferprogramms (Firmensymbole) |                                   | 16–17   |
| Hans-Joachim Maaß                       | Kraftvoll und zuverlässig. Schiffskrane und Ladewinden aus Schwerin | 13 Abb.,3 Schema, 2 Tab.          | 18–24   |
| Manfred Marquardt / Uwe Laue            | Weltseewirtschaft 1981/1982. Entwicklungstendenzen und Schiffstypen: Autotransporter „Castorp“ (BRD), Trinkwasserbarge „Rumaith“ (Abu Dhabi), Ro-Ro-Schiff „Smolensk“ (UdSSR), Flüssiggastanke „Berge Sund“ (Norwegen), Vollcontainerschiff „Typ Mercur II“ (DDR/UdSSR), Chemikalientanker „Marigola“ (Italien), Ro-Ro-Schiff „Tadeusz Kosciusko“ (Polen), Kreuzfahrtschiff „Tropicale“ (USA), Schwimmbagger „Typ 101“ (DDR/UdSSR), Produktentanker „St. Nicolai“ (BRD) | Je 1 Abb. m. Text                 | 25–37   |
| Klaus-Detlev Westphal                   | Ro-Ro „Gleichberg“ – Eine neue Serie aus Wismar | 13 Abb.,1 Farbriss                | 38–45   |
| Monika Käning                           | Von der ersten Stunde dabei. Ein verdienter Seemann unserer Handelsflotte (Leitender Technischer Offizier Hans-Georg Blumberg). | 4 Abb.                            | 46–48   |
| Manfred Radloff                         | Finnische „Eisbären“. Wärtsilä-Spezialität: eisbrechende Schiffe | 15 Abb.                           | 49–55   |
| Jürgen Rabbel                           | Vor Flores gestrandet: Verlust der Rostocker Bark „Juno“ | 6 Abb.                            | 56–60   |
| Heinz-Jürgen Marnau / Wilhelm Spanhel   | Ein Beruf voller Spannung. E-Technik und E-Techniker an Bord | 10 Abb.                           | 61–66   |
| V. M. Vanurin                           | Pobeda – Ein ökologisch „sauberer“ Tankertyp | 3 Abb.                            | 67–68   |
| Claus Rothe                             | Seestadt am Sund. Streifzug durch die maritime Geschichte Stralsunds | 23 Abb.                           | 69–80   |
| Kurt Rös                                | Mit gesicherter Perspektive. Aufgaben und Tendenzen der See- und Küstenfischerei der DDR | 17 Abb., 2 Tab.                   | 81–88   |
| F.-R. Großkopf                          | Gegen Faschismus und Krieg. Internationale Seemannsklubs in den 30er Jahren |                                   | 89–92   |
| Günter Lanitzki                         | Häfen eines Imperiums. Antike römische Hafenanlagen | 1 Abb., 15 Karten                 | 93–99   |
| Wolfgang Jerye                          | Tiefgang 80 Zentimeter. Stromschubschiff für die Oberelbe | 8 Abb.                            | 100–103 |
| Lilli Helming / Ulrich Leopoldi         | Rückkehr aus der Vergangenheit. Die Bergung der „Mary Rose“ | 10 Abb.                           | 104–108 |
| Göte Sundberg, Schweden                 | Alands Sjöfart. Geschichte und Entwicklung der Schiffahrt Alands | 10 Abb., 1 Diagr., 1 Tab.         | 109–111 |
| Hans-Joachim Luttermann / Erwin Seppelt | Sie kamen nur bis Kentish Knock. Die Strandung eines bremischen Auswandererschiffes | 4 Abb., 1 Karte                   | 112–116 |
| Jürgen Lüsch                            | Von Lo-Lo bis Con Float. Neue Schiffstypen und ihre Benennung | 9 Abb.                            | 117–121 |
| Marbod Kießwetter                       | Fahrtgebiet Mittelost. Die Golfregion im Blickwinkel der DDR-Linienschiffahrt | 23 Abb., 2 Karten, 5 Diagr.3 Tab. | 122–133 |
| Viktor I. Lapin                         | Beflügelte Yachten. Von Katamaranen und Fliegenden Proas | 7 Abb., 3 Diagr.                  | 136–139 |
| N. Sch. Kalandarischwili                | Vitamine aus eigener Ernte. Gemüsegärten an Bord | 4 Skizzen                         | 140–141 |
| Bruno Jenssen                           | Chance einer neuen Ordnung. UNCTAD-Verhaltenskodex für Linienkonferenzen in Kraft | 3 Abb., 3 Tab., 2 Diagr.          | 142–150 |
| Frank Ihlow                             | Hohe Geschwindigkeiten mit einfachsten Mitteln | 4 Abb., 2 Tab.                    | 151–153 |
| Peter Biebig                            | Häfen wachsen ins Meer. Japans wichtigste Seehäfen | 12 Abb., 5 Lagepl.                | 154–164 |

### Jahrbuch der Schiffahrt, Jg. 1985
Berlin 1984, hrsg. von Lothar Hitziger
| Autor                            | Inhalt | Anmerkg.                   | Seiten  |
| -------------------------------- | --- | -------------------------- | ------- |
|                                  | Inhaltsverzeichnis |                            | 5       |
| Wolfgang Müller                  | Die Stunde Null. Kriegsende und Neubeginn im Küstenbereich der heutigen DDR | 22 Abb., 1 Karte           | 6–15    |
| Wilhelm Ehm, Admiral             | Stellvertreter des Ministers für Nationale Verteidigung der DDR und Chef der Volksmarine: 25 Jahre unter dem Ehrennamen VOLKSMARINE | 14 Abb.                    | 16–24   |
| Jürgen Vater                     | Lo-Ro 18 – Ein neues Mehrzweckfrachtschiff mit Ausrüstung für vertikalen und horizontalen Ladungsumschlag | 12 Abb., 1 Farbriss        | 25–32   |
| Joachim Lucius                   | Schiffe en miniature. Die Modelsportklassen der NAVIGA | 23 Abb., 9 Grafik.         | 33–40   |
| Manfred Radloff                  | Made in Austria. Leistungen und Erzeugnisse der Werftindustrie Österreichs | 17 Abb.                    | 41–47   |
| Jürgen Rabbel                    | Puppenzauber. Drachenköpfe, schmucke Deerns und andere Galionsfiguren | 13 Abb.                    | 48–53   |
| Alfred Köpcke                    | Erfolgreiche Königslinie. Die Entwicklung der Fährroute Saßnitz – Trelleborg | 21 Abb.                    | 54–61   |
| V. I. Postnikov, UdSSR           | 142.000 Wasserwege. Entwicklungstrends der Binnenschiffahrt in der RSFSR | 14 Abb., 1 Karte           | 62–71   |
| Peter Biebig                     | Die Seehäfen Angolas. Das zehnte Jahr in der Hand des Volkes | 6 Abb., 5 Karten           | 72–78   |
| Günter Lanitzki                  | Schnell und seetüchtig. Frühnordische Boote und Wikingerschiffe | 18 Abb.                    | 79–86   |
| Uwe Fischer                      | Für Häfen an allen Ozeanen. TAKRAF-Krane aus Eberswalde | 19 Abb.                    | 87–89   |
| Willi Rietze                     | Partner des Außenhandels. Internationale Binnenschiffahrt der DDR | 7 Abb., 9 Tab.             | 90–101  |
| Christian Knoll                  | Billiger auf blauen Straßen. Wachsendes Leistungsangebot der DDR-Binnenschiffahrt | 13 Abb.                    | 102–108 |
| Helmut Lassnig                   | Seestadt an der Peene. Ein Streifzug durch die maritime Geschichte Wolgasts | 25 Abb.                    | 109–119 |
| Alfred Köpcke                    | Von der Sagitta zum Supertrawler. Aus der Geschichte der Hochseefischerei | 19 Abb.                    | 120–126 |
| Günther Hecking                  | Fischerei um die Jahrtausendwende. Perspektiven der Entwicklung von Fischereifahrzeugen | 9 Abb., 7 Grafik. 2 Tab.   | 127–134 |
| Karl Jüngel                      | Schiffsmühlen. Eine Flotte, die stets vor Anker lag | 14 Abb.                    | 135–140 |
| Harro Kucharzewski / Armin Stöhr | FAS Y 3 CS auf Integrationskurs. Notizen von einer Ausbildungs- und Forschungsreise | 14 Abb.                    | 141–147 |
| Manfred Marquardt / Uwe Laue     | Weltseewirtschaft. Entwicklungstendenzen und Schiffstypen: Arktik-Mehrzweckfrachter „Norilsk“ (UdSSR), Fahrgastschiff „Song of America“ (USA), Mehrzweckfrachter „Ove Skou“ (Dänemark), Arktik-Produktentanker „Ventspils“ (UdSSR), Kranschiff „Enkaz“ (Ägypten), Gastanker „Tycho Brahe“ (BR Deutschland), Erzdampfer „River BVoyne“ (Australien), BVohrschiff „Sagar Prabhat“ (Indien), Ro-Ro-Schiff „Saudi Diriyah“ (Saudi-Arabien), Containerschiff „Usaramo“ (BR Deutschland), Bohrschiff „Mikhail Mirtshink“ (UdSSR) | je 1 Abb. m. Text, 10 Tab. | 148–161 |

### Jahrbuch der Schiffahrt, Jg. 1986
Berlin 1985, hrsg. von Lothar Hitziger
| Autor                                       | Inhalt | Anmerkg.                          | Seiten  |
| ------------------------------------------- | --- | --------------------------------- | ------- |
|                                             | Inhaltsverzeichnis |                                   | 5       |
| Reinhard Kramer                             | Schiffsname: Ernst Thälmann. Die Flotte der Schiffe, die den Namen des unvergessenen Arbeiterführers tragen | 19 Abb.                           | 6–11    |
| Alfred Kasanowski                           | Schiffahrt im Medaillenspiegel. Von der Fregatte des Zaren zum Atomeisbrecher | 23 Abb.                           | 12–16   |
| Fred-Rainer Großkopf                        | Auf der Seite der spanischen Republik. Deutsche Seeleute und Hafenarbeiter im Spanischen Freiheitskampf 1936/39 | 4 Abb.                            | 17–22   |
| Detlef Schmidt                              | De statt o der Wisemar. Streifzug durch die maritime Geschichte Wismars | 27 Abb.                           | 23–34   |
| V. Pervov, UdSSR                            | Flottenerneuerung und Schiffsreparaturen. Entwicklung der sowjetischen Handelsflotte im Zeitraum 1981 bis 1990 | 24 Abb.                           | 35–47   |
| Werner Müller                               | Schrottbergung. Bis 1960: 100.000 t Seeschrott für die Volkswirtschaft | 23 Abb., 1 Tab., 1 Karte          | 48–58   |
| Marbod Kießwetter                           | Südamerika – Ostküste. Ein Liniendienst des VEB Deutfracht / Seereederei Rostock | 6 Abb., 2 Diagr.                  | 59–64   |
| Uwe Fischer                                 | Eisdienst. Neue Technik für den Eisaufbruch auf Binnenwasserstraßen | 9 Abb.                            | 65–70   |
| Joachim Lucius                              | 1861 bis 1865. Seeoperationen im Amerikanischen Bürgerkrieg | 4 Abb.                            | 71–77   |
| Manfred Radloff                             | Schiffbau an der Adria. Die Schiffbauindustrie Jugoslawiens | 16 Abb.                           | 78–86   |
| Karl-Heinz Breitmann / Annelie Schulmeister | Tankschiffahrt im Niedergang? Strukturveränderungen im seewärtigen Öltransport | 5 Abb., 1 Karte, 2 Tab., 3 Diagr. | 87–93   |
| Bruno Jenssen                               | Profite unter fremden Flaggen. Kommt eine Kurskorrektur für Billigflaggen? | 4 Tab.                            | 84–101  |
| Timm Stütz                                  | Gepflegte Tradition. Die Faszination der Zeesenboote | 18 Abb.                           | 102–108 |
| Lutz Mohr                                   | Zwischen Walfisch und Oie. Eilande an der Ostseeküste der DDR | 5 Abb., 16 Karten                 | 109–117 |
| Dietrich Strobel                            | Werftenjubiläum. Vier Jahrzehnte Hochseeschiffbau in Wismar und Warnemünde | 21 Abb.                           | 118–126 |
| Günter Lanitzki                             | Römische Handelsschiffe. Mehr Ähnlichkeit mit Kunsttischlerei als mit Schiffszimmerei | 10 Abb., 13 Risse                 | 127–134 |
| Jürgen Rabbel                               | Kollision im Bristol-Kanal. Das unglückliche Ende des Rostocker Vollschiffs „Northampton“ | 7 Abb.                            | 135–139 |
| Hans-Joachim Zeigert                        | Mit Forschungsschiff „A. von Humboldt“ zum Westafrikanischen Schelf | 13 Abb.                           | 140–145 |
| Uwe Laue / Manfred Marquardt                | Weltseewirtschaft 1963/1984. Entwicklungstendenzen und Schiffstypen: Schubmotorgüterschiff „Haniel Kurier 61“ (BR Deutschland), Ro-Ro-Schiff „Arcturus“ (Finnland), Sto-Ro-Schiff „Camila“ (Aland, Finnland), Flüssiggastanker „Bussewitz“ (DDR), Polarforschungsschiff „Polarstern“ (BR Deutschland), Conbulk-Schiff „Cast Caribou“ (Barbados), Offshore-Versorger „Neftegas 1“ (Polen), Arbeitstauchboot „Seahourse II“ (BR Deutschland), Massengutfrachter „Usuki Pioneer“ (Japan), Eisenbahngüterfähre 11.700 t dw (DDR, UdSSR) | je 1 Abb. m. Text, 4 Tab.         | 146–157 |
| Reinhard Straub                             | Besonderes Kennzeichen: Universalität. Trailerschiff Typ 161, ein neues See-Binnen-Ro-Ro-Schiff des VEB Schiffswerft „Neptun“ Rostock | 8 Abb.                            | 158–163 |
| Günter Pohlandt                             | Die Schiffe der Likedeeler. Schiffstypen des 14. Jahrhunderts | 10 Abb.                           | 164–166 |

### Jahrbuch der Schiffahrt für das Jahr 1987
nicht erschienen

### Jahrbuch der Schiffahrt für das Jahr 1988
nicht erschienen

### Magazin Trans Schiffahrt, Band 1
Berlin 1989, hrsg. von Rolf Schönknecht
| Autor                               | Inhalt | Anmerkg.                                       | Seiten  |
| ----------------------------------- | --- | ---------------------------------------------- | ------- |
|                                     | Inhaltsverzeichnis |                                                | 5       |
| Friedrich Elchlepp / Gerold Kantner | Ohne Enterbeil und Augenklappe. Piraterie heute | 7 Abb., 1 Karte                                | 6–13    |
| Wolfgang Althof                     | Wie Phönix aus der Asche … Kreuzfahrtschiffe im Aufwind | 7 Abb., 1 Übersicht                            | 14–19   |
| Joachim Nolte                       | Wettkampfsegeln in der DDR | 7 Farbabb. 3 Tab., 1 Übersicht d. Bootsklassen | 20–31   |
| Armin Gewiese                       | Auf Chinas Flüssen und Kanälen | 11 Abb., 1 Karte,6 Tab.                        | 32–42   |
| Jürgen Rabbel                       | Warum Schiffe immer weiblich sind |                                                | 43      |
| Peter Biebig                        | Zeebrügge. Brügges Rückkehr zum Meer | 11 Abb., 1 Plan, 1 Tab.                        | 44–51   |
| Joachim Hahne                       | Fährunglück vor Zeebrügge | 4 Abb., 4 Skizzen                              | 52–59   |
| Dieter Strobel                      | Die Nummer 1 im Fischereischiffbau. 4 Jahrzehnte Volkswerft Stralsund | 10 Abb., 2 Tab.                                | 60–67   |
| Wolfgang Rudolph                    | Junge, kehr nie wieder. Seemannshumor, gezeichneter Seemannswitz und maritime Karikatur | 11 Abb.                                        | 68–75   |
| Reinhard Frank                      | Rund um Kap Hoorn. Umsegler des Sturmkaps berichten | 11 Abb., 1 Karte                               | 76–85   |
| Rolf Schönknecht / Jürgen Lüsch     | Computer im Seeverkehr. Zauberformel oder Hilfsmittel? | 3 Schemas                                      | 86–93   |
| Manfred Marquardt / Armin Gewiese   | Made in GDR. 40 Jahre Schiffbau, Schiffahrt, Fischerei | 2 Tab.                                         | 94–95   |
| Detlev Koch / Susanne Schendel      | Hafenkrane auf hoher See | 9 Abb., 1 Tab.                                 | 96–104  |
| Uwe Laue                            | Schiffahrt und Schiffe: Containerschiff „Bold Eagle“ (BR Deutschland), Fährschiff „Mariella“ (Schweden, Aland), Leichter-Trägerschiff „Boris Polewoi“ (UdSSR), Flußgängiges Frachtmotorschiff „Bremer Achilles“ (BR Deutschland), Mehrzweck-Containerschiff „Norasia Samantha“ (BR Deutschland), Con / Ro-Schiff „Sea Wolf“ (USA), Produktentanker „Danita“ (Norwegen), Autotransporter „Tristan“ (Schweden) | Je 1 Abb. m. Text, 3 Tab.                      | 105–112 |

### Magazin Trans Schiffahrt, Band 2
Berlin 1990, hrsg. von Rolf Schönknecht
| Autor                                    | Inhalt | Anmerkg.                    | Seiten  |
| ---------------------------------------- | --- | --------------------------- | ------- |
|                                          | Inhaltsverzeichnis |                             | 5       |
| Manfred Radloff                          | Röhren kontra Fähren. Der Kanaltunnel im Vortrieb | 9 Abb. 2 Karten, 2 Tab.     | 6–15    |
| Alfred Dudszus                           | Der Schraubenpropeller: Methusalem und „High-Tech“ Anhang: Stammbaum des Schraubenpropellers                                                                                                 | 14 Abb.                     | 16–25   |
| Reiner Wachs                             | Denkmale ohne Sockel. Binnenschiffe als technische Zeugen ihrer Zeit | 7 Abb.                      | 26–31   |
| Wolfgang Althof / Herbert Hübner         | In 80 Tagen um die Erde. Round-the-World-Container-Lines | 2 Abb., 4 Karten, 3 Tab.    | 32–37   |
| Hans-Hermann Diestel, Kapitän            | Auf DSR-Schiffen nach Fernost | 18 Farbabb.                 | 38–45   |
| Wolfgang Rudolf                          | Kleinstaaten zeigten Farbe. Flaggenführung in der südlichen Ostsee | 1 Tab., 1 Farbtafel Flaggen | 46–53   |
| Dietrich Strobel                         | Familientradition bei Jarlings. Ein Jahrhundert Bootsbau in Freest | 11 Abb.                     | 54–59   |
| Friedrich Elchlepp / Manfred Kretzschmar | Rätselhafte Detonationen. Minen im Roten Meer | 3 Abb., 3 Karten, 1 Tab.    | 60–64   |
| Erich C. M. Dankwardt                    | BRT passe`! | 7 Risse                     | 65–69   |
| Heinz Sembritzki, Fregattenkapitän       | Von der Donnerbüchse zum Universalgeschütz. Schiffsartillerie im Wandel | 15 Abb., 3 Zeichn.          | 70–79   |
| Rolf Schönknecht                         | Mukran – Klaipėda. Fährverkehr im 4. Jahr | 3 Abb.                      | 80–81   |
| Alexander Jenak / Jürgen Schödler        | Willy Stöwer – des Kaisers Flottenmaler | 12 Abb.                     | 82–87   |
| Martin Heyne, Museumsdirektor            | 20 Jahre vor Anker. Schiffbaumuseum Rostock | 7 Abb.                      | 88–95   |
| Horst-Dieter Foerster                    | Grünes Licht für Eisenbahngüterfähren. Neue Verbindungen im Ostseeraum | 9 Abb., 1 Übersicht1 Karte  | 96–103  |
| Uwe Laue                                 | Containerschiffe: „Ruhland“ (DDR), „Frankfurt Express“ (BRD), „Atlantic Companion“ (Schweden), „President Truman“ (USA), „American New York“ (USA), „Ville de Jupiter“ (BRD), „Heicon“ (BRD) | Je 1 Abb. m. Text, 2 Tab.   | 104–112 |
| o. V.                                    | Die Qualen der Seekrankheit |                             | 112     |